# Pandemia di COVID-19 in Francia
Il primo caso della pandemia di COVID-19 in Francia è stato confermato il 24 gennaio 2020 a Bordeaux, si trattava del primo caso in Europa, riguardava un uomo franco-cinese arrivato dalla Cina, e entro la fine della giornata sono stati confermati altri due casi. Il 14 febbraio si è verificato il primo decesso, si trattava di un turista cinese ricoverato in un ospedale di Parigi dal 28 gennaio.
Al 1º gennaio 2023, la Francia risulta la terza nazione del mondo e la prima dell'Unione europea per casi attivi, nonché la nona del mondo, la quarta d'Europa e la seconda dell'Unione Europea per numero di morti, dopo l'Italia.
Il 5 maggio 2023, l'Organizzazione mondiale della sanità dichiara ufficialmente la fine della pandemia.

## Antefatti
Il 12 gennaio 2020, l'Organizzazione mondiale della sanità (OMS) ha confermato che un nuovo coronavirus era la causa di una nuova infezione polmonare che aveva colpito diversi abitanti della città di Wuhan, nella provincia cinese dell'Hubei, il cui caso era stato portato all'attenzione dell'OMS il 31 dicembre 2019.
Sebbene nel tempo il tasso di mortalità del COVID-19 si sia rivelato decisamente più basso di quello dell'epidemia di SARS che aveva imperversato nel 2003, la trasmissione del virus SARS-CoV-2, alla base del COVID-19, è risultata essere molto più ampia di quella del precedente virus del 2003, ed ha portato a un numero totale di morti molto più elevato.

## Andamento dei contagi
| Data | Data       |  | Numero di casi    | Numero di morti |
| --- | ---------- |  | ----------------- | --------------- |
| 25-02-2020 | 25-02-2020 |  | 13(N.D.)          | 1(N.D.)         |
| 26-02-2020 | 26-02-2020 |  | 18(+38%)          | 2(+100%)        |
| 27-02-2020 | 27-02-2020 |  | 38(+111%)         | 2(=)            |
| 28-02-2020 | 28-02-2020 |  | 57(+50%)          | 2(=)            |
| 29-02-2020 | 29-02-2020 |  | 100(+75%)         | 2(=)            |
| 01-03-2020 | 01-03-2020 |  | 130(+30%)         | 3(+50%)         |
| 02-03-2020 | 02-03-2020 |  | 191(+47%)         | 3(=)            |
| 03-03-2020 | 03-03-2020 |  | 212(+11%)         | 4(+33%)         |
| 04-03-2020 | 04-03-2020 |  | 285(+34%)         | 4(=)            |
| 05-03-2020 | 05-03-2020 |  | 423(+48%)         | 7(+75%)         |
| 06-03-2020 | 06-03-2020 |  | 613(+45%)         | 9(+29%)         |
| 07-03-2020 | 07-03-2020 |  | 949(+55%)         | 16(+78%)        |
| 08-03-2020 | 08-03-2020 |  | 1 126(+19%)       | 19(+19%)        |
| 09-03-2020 | 09-03-2020 |  | 1 412(+25%)       | 25(+32%)        |
| 10-03-2020 | 10-03-2020 |  | 1 784(+26%)       | 33(+32%)        |
| 11-03-2020 | 11-03-2020 |  | 2 281(+28%)       | 48(+45%)        |
| 12-03-2020 | 12-03-2020 |  | 2 876(+26%)       | 61(+27%)        |
| 13-03-2020 | 13-03-2020 |  | 3 661(+27%)       | 79(+30%)        |
| 14-03-2020 | 14-03-2020 |  | 4 499(+23%)       | 91(+15%)        |
| 15-03-2020 | 15-03-2020 |  | 5 423(+21%)       | 127(+40%)       |
| 16-03-2020 | 16-03-2020 |  | 6 633(+22%)       | 148(+17%)       |
| 17-03-2020 | 17-03-2020 |  | 7 730(+17%)       | 175(+18%)       |
| 18-03-2020 | 18-03-2020 |  | 9 134(+18%)       | 244(+39%)       |
| 19-03-2020 | 19-03-2020 |  | 10 995(+20%)      | 375(+54%)       |
| 20-03-2020 | 20-03-2020 |  | 12 612(+15%)      | 450(+20%)       |
| 21-03-2020 | 21-03-2020 |  | 14 459(+15%)      | 562(+25%)       |
| 22-03-2020 | 22-03-2020 |  | 16 689(+15%)      | 674(+20%)       |
| 23-03-2020 | 23-03-2020 |  | 19 856(+19%)      | 860(+28%)       |
| 24-03-2020 | 24-03-2020 |  | 22 302(+12%)      | 1 100(+28%)     |
| 25-03-2020 | 25-03-2020 |  | 25 233(+13%)      | 1 331(+21%)     |
| 26-03-2020 | 26-03-2020 |  | 29 155(+16%)      | 1 696(+27%)     |
| 27-03-2020 | 27-03-2020 |  | 32 964(+13%)      | 1 995(+18%)     |
| 28-03-2020 | 28-03-2020 |  | 37 575(+14%)      | 2 314(+16%)     |
| 29-03-2020 | 29-03-2020 |  | 40 174(+6,9%)     | 2 606(+13%)     |
| 30-03-2020 | 30-03-2020 |  | 44 550(+11%)      | 3 024(+16%)     |
| 31-03-2020 | 31-03-2020 |  | 52 128(+17%)      | 3 523(+17%)     |
| 01-04-2020 | 01-04-2020 |  | 56 989(+9,3%)     | 4 032(+14%)     |
| 02-04-2020 | 02-04-2020 |  | 59 105(+3,7%)     | 5 387(+34%)     |
| 03-04-2020 | 03-04-2020 |  | 64 338(+8,9%)     | 6 507(+21%)     |
| 04-04-2020 | 04-04-2020 |  | 68 605(+6,6%)     | 7 560(+16%)     |
| 05-04-2020 | 05-04-2020 |  | 70 478(+2,7%)     | 8 078(+6,9%)    |
| 06-04-2020 | 06-04-2020 |  | 74 390(+5,6%)     | 8 911(+10%)     |
| 07-04-2020 | 07-04-2020 |  | 78 167(+5,1%)     | 10 328(+16%)    |
| 08-04-2020 | 08-04-2020 |  | 82 048(+5%)       | 10 869(+5,2%)   |
| 09-04-2020 | 09-04-2020 |  | 86 334(+5,2%)     | 12 210(+12%)    |
| 10-04-2020 | 10-04-2020 |  | 90 676(+5%)       | 13 197(+8,1%)   |
| 11-04-2020 | 11-04-2020 |  | 93 790(+3,4%)     | 13 832(+4,8%)   |
| 12-04-2020 | 12-04-2020 |  | 95 403(+1,7%)     | 14 393(+4,1%)   |
| 13-04-2020 | 13-04-2020 |  | 98 076(+2,8%)     | 14 967(+4%)     |
| 14-04-2020 | 14-04-2020 |  | 103 573(+5,6%)    | 15 729(+5,1%)   |
| 15-04-2020 | 15-04-2020 |  | 106 206(+2,5%)    | 17 167(+9,1%)   |
| 16-04-2020 | 16-04-2020 |  | 108 847(+2,5%)    | 17 920(+4,4%)   |
| 17-04-2020 | 17-04-2020 |  | 109 252(+0,37%)   | 18 681(+4,2%)   |
| 18-04-2020 | 18-04-2020 |  | 111 821(+2,4%)    | 19 323(+3,4%)   |
| 19-04-2020 | 19-04-2020 |  | 112 606(+0,7%)    | 19 718(+2%)     |
| 20-04-2020 | 20-04-2020 |  | 114 657(+1,8%)    | 20 265(+2,8%)   |
| 21-04-2020 | 21-04-2020 |  | 117 324(+2,3%)    | 20 796(+2,6%)   |
| 22-04-2020 | 22-04-2020 |  | 119 151(+1,6%)    | 21 340(+2,6%)   |
| 23-04-2020 | 23-04-2020 |  | 120 804(+1,4%)    | 21 856(+2,4%)   |
| 24-04-2020 | 24-04-2020 |  | 122 577(+1,5%)    | 22 245(+1,8%)   |
| 25-04-2020 | 25-04-2020 |  | 124 114(+1,3%)    | 22 614(+1,7%)   |
| 26-04-2020 | 26-04-2020 |  | 124 575(+0,37%)   | 22 856(+1,1%)   |
| 27-04-2020 | 27-04-2020 |  | 125 770(+0,96%)   | 23 293(+1,9%)   |
| 28-04-2020 | 28-04-2020 |  | 126 835(+0,85%)   | 23 660(+1,6%)   |
| 29-04-2020 | 29-04-2020 |  | 128 442(+1,3%)    | 24 087(+1,8%)   |
| 30-04-2020 | 30-04-2020 |  | 129 581(+0,89%)   | 24 376(+1,2%)   |
| 01-05-2020 | 01-05-2020 |  | 130 185(+0,47%)   | 24 594(+0,89%)  |
| 02-05-2020 | 02-05-2020 |  | 130 979(+0,61%)   | 24 760(+0,67%)  |
| 03-05-2020 | 03-05-2020 |  | 131 287(+0,24%)   | 24 895(+0,55%)  |
| 04-05-2020 | 04-05-2020 |  | 131 863(+0,44%)   | 25 201(+1,2%)   |
| 05-05-2020 | 05-05-2020 |  | 132 967(+0,84%)   | 25 531(+1,3%)   |
| 06-05-2020 | 06-05-2020 |  | 137 150(+3,1%)    | 25 809(+1,1%)   |
| 07-05-2020 | 07-05-2020 |  | 137 779(+0,46%)   | 25 987(+0,69%)  |
| 08-05-2020 | 08-05-2020 |  | 138 421(+0,47%)   | 26 230(+0,94%)  |
| 09-05-2020 | 09-05-2020 |  | 138 854(+0,31%)   | 26 310(+0,3%)   |
| 10-05-2020 | 10-05-2020 |  | 139 063(+0,15%)   | 26 380(+0,27%)  |
| 11-05-2020 | 11-05-2020 |  | 139 519(+0,33%)   | 26 643(+1%)     |
| 12-05-2020 | 12-05-2020 |  | 140 227(+0,51%)   | 26 991(+1,3%)   |
| 13-05-2020 | 13-05-2020 |  | 140 734(+0,36%)   | 27 074(+0,31%)  |
| 14-05-2020 | 14-05-2020 |  | 141 356(+0,44%)   | 27 425(+1,3%)   |
| 15-05-2020 | 15-05-2020 |  | 141 919(+0,4%)    | 27 529(+0,38%)  |
| 16-05-2020 | 16-05-2020 |  | 142 291(+0,26%)   | 27 625(+0,35%)  |
| 17-05-2020 | 17-05-2020 |  | 142 411(+0,08%)   | 28 108(+1,7%)   |
| 18-05-2020 | 18-05-2020 |  | 142 903(+0,35%)   | 28 239(+0,47%)  |
| 19-05-2020 | 19-05-2020 |  | 143 427(+0,37%)   | 28 022(−0,77%)  |
| 20-05-2020 | 20-05-2020 |  | 143 845(+0,29%)   | 28 132(+0,39%)  |
| 21-05-2020 | 21-05-2020 |  | 144 163(+0,22%)   | 28 215(+0,3%)   |
| 22-05-2020 | 22-05-2020 |  | 144 566(+0,28%)   | 28 289(+0,26%)  |
| 23-05-2020 | 23-05-2020 |  | 144 806(+0,17%)   | 28 332(+0,15%)  |
| 24-05-2020 | 24-05-2020 |  | 144 921(+0,08%)   | 28 367(+0,12%)  |
| 25-05-2020 | 25-05-2020 |  | 145 279(+0,25%)   | 28 432(+0,23%)  |
| 26-05-2020 | 26-05-2020 |  | 145 555(+0,19%)   | 28 530(+0,34%)  |
| 27-05-2020 | 27-05-2020 |  | 145 746(+0,13%)   | 28 596(+0,23%)  |
| 28-05-2020 | 28-05-2020 |  | 149,071ii(+2.3%)  | 28,662(+0.23%)  |
| 29-05-2020 | 29-05-2020 |  | 149 668(+0,4%)    | 28 714(+0,18%)  |
| 30-05-2020 | 30-05-2020 |  | 151 496(+1,2%)    | 28 771(+0,2%)   |
| 31-05-2020 | 31-05-2020 |  | 151 753(+0,17%)   | 28 802(+0,11%)  |
| 01-06-2020 | 01-06-2020 |  | 152 091(+0,22%)   | 28 833(+0,11%)  |
| 02-06-2020 | 02-06-2020 |  | 151,325iii(-0.5%) | 28,940(+0.37%)  |
| 03-06-2020 | 03-06-2020 |  | 151 677(+0,23%)   | 29 021(+0,28%)  |
| 04-06-2020 | 04-06-2020 |  | 152 444(+0,51%)   | 29 065(+0,15%)  |
| 05-06-2020 | 05-06-2020 |  | 153 055(+0,4%)    | 29 111(+0,16%)  |
| 06-06-2020 | 06-06-2020 |  | 153 634(+0,38%)   | 29 142(+0,11%)  |
| 07-06-2020 | 07-06-2020 |  | 153 977(+0,22%)   | 29 155(+0,04%)  |
| 08-06-2020 | 08-06-2020 |  | 154 188(+0,14%)   | 29 209(+0,19%)  |
| 09-06-2020 | 09-06-2020 |  | 154 591(+0,26%)   | 29 296(+0,3%)   |
| 10-06-2020 | 10-06-2020 |  | 155 136(+0,35%)   | 29 319(+0,08%)  |
| 11-06-2020 | 11-06-2020 |  | 155 561(+0,27%)   | 29 346(+0,09%)  |
| 12-06-2020 | 12-06-2020 |  | 156 287(+0,47%)   | 29 374(+0,1%)   |
| 13-06-2020 | 13-06-2020 |  | 156 813(+0,34%)   | 29 398(+0,08%)  |
| 14-06-2020 | 14-06-2020 |  | 157 220(+0,26%)   | 29 407(+0,03%)  |
| 15-06-2020 | 15-06-2020 |  | 157 372(+0,1%)    | 29 436(+0,1%)   |
| 16-06-2020 | 16-06-2020 |  | 157 716(+0,22%)   | 29 547(+0,38%)  |
| 17-06-2020 | 17-06-2020 |  | 158 174(+0,29%)   | 29 575(+0,09%)  |
| 18-06-2020 | 18-06-2020 |  | 158 641(+0,3%)    | 29 603(+0,09%)  |
| 19-06-2020 | 19-06-2020 |  | 159 452(+0,51%)   | 29 617(+0,05%)  |
| 20-06-2020 | 20-06-2020 |  | 160 093(+0,4%)    | 29 633(+0,05%)  |
| 21-06-2020 | 21-06-2020 |  | 160 377(+0,18%)   | 29 640(+0,02%)  |
| 22-06-2020 | 22-06-2020 |  | 160 750(+0,23%)   | 29 663(+0,08%)  |
| 23-06-2020 | 23-06-2020 |  | 161 267(+0,32%)   | 29 720(+0,19%)  |
| 24-06-2020 | 24-06-2020 |  | 161 348(+0,05%)   | 29 731(+0,04%)  |
| 25-06-2020 | 25-06-2020 |  | 161 348(=)        | 29 752(+0,07%)  |
| 26-06-2020 | 26-06-2020 |  | 162 936(+0,98%)   | 29 778(+0,09%)  |
| 27-06-2020 | 27-06-2020 |  | 163 454(+0,32%)   | 29 778(=)       |
| 28-06-2020 | 28-06-2020 |  | 163 980(+0,32%)   | 29 778(=)       |
| 29-06-2020 | 29-06-2020 |  | 164 260(+0,17%)   | 29 813(+0,12%)  |
| 30-06-2020 | 30-06-2020 |  | 164 801(+0,33%)   | 29 843(+0,1%)   |
| 01-07-2020 | 01-07-2020 |  | 165 719(+0,56%)   | 29 861(+0,06%)  |
| 02-07-2020 | 02-07-2020 |  | 166 378(+0,4%)    | 29 875(+0,05%)  |
| 03-07-2020 | 03-07-2020 |  | 166 960(+0,35%)   | 29 893(+0,06%)  |
| ⋮ |            |  |                   |                 |
| 06-07-2020 | 06-07-2020 |  | 168 335(N.D.)     | 29 920(N.D.)    |
| 07-07-2020 | 07-07-2020 |  | 168 810(+0,28%)   | 29 933(+0,04%)  |
| 08-07-2020 | 08-07-2020 |  | 169 473(+0,39%)   | 29 963(+0,1%)   |
| 09-07-2020 | 09-07-2020 |  | 170 004(+0,31%)   | 29 979(+0,05%)  |
| 10-07-2020 | 10-07-2020 |  | 170 752(+0,44%)   | 30 004(+0,08%)  |
| 11-07-2020 | 11-07-2020 |  | 170 752(=)        | 30 004(=)       |
| 12-07-2020 | 12-07-2020 |  | 170 752(=)        | 30 004(=)       |
| 13-07-2020 | 13-07-2020 |  | 170 752(=)        | 30 004(=)       |
| 14-07-2020 | 14-07-2020 |  | 170 752(=)        | 30 004(=)       |
| 15-07-2020 | 15-07-2020 |  | 173 304(+1,5%)    | 30 120(+0,39%)  |
| 16-07-2020 | 16-07-2020 |  | 173 838(+0,31%)   | 30 138(+0,06%)  |
| 17-07-2020 | 17-07-2020 |  | 174 674(+0,48%)   | 30 152(+0,05%)  |
| 18-07-2020 | 18-07-2020 |  | 174 674(=)        | 30 152(=)       |
| 19-07-2020 | 19-07-2020 |  | 174 674(=)        | 30 152(=)       |
| 20-07-2020 | 20-07-2020 |  | 176 754(+1,2%)    | 30 177(+0,08%)  |
| 21-07-2020 | 21-07-2020 |  | 177 338(+0,33%)   | 30 165(−0,04%)  |
| 22-07-2020 | 22-07-2020 |  | 178 336(+0,56%)   | 30 172(+0,02%)  |
| 23-07-2020 | 23-07-2020 |  | 179 398(+0,6%)    | 30 182(+0,03%)  |
| 24-07-2020 | 24-07-2020 |  | 180 528(+0,63%)   | 30 192(+0,03%)  |
| 25-07-2020 | 25-07-2020 |  | 180 528(=)        | 30 192(=)       |
| 26-07-2020 | 26-07-2020 |  | 180 528(=)        | 30 192(=)       |
| 27-07-2020 | 27-07-2020 |  | 183 079(+1,4%)    | 30 209(+0,06%)  |
| 28-07-2020 | 28-07-2020 |  | 183 804(+0,4%)    | 30 223(+0,05%)  |
| 29-07-2020 | 29-07-2020 |  | 185 196(+0,76%)   | 30 238(+0,05%)  |
| 30-07-2020 | 30-07-2020 |  | 186 573(+0,74%)   | 30 254(+0,05%)  |
| 31-07-2020 | 31-07-2020 |  | 187 919(+0,72%)   | 30 265(+0,04%)  |
| 01-08-2020 | 01-08-2020 |  | 187 919(=)        | 30 265(=)       |
| 02-08-2020 | 02-08-2020 |  | 187 919(=)        | 30 265(=)       |
| 03-08-2020 | 03-08-2020 |  | 191 295(+1,8%)    | 30 294(+0,1%)   |
| 04-08-2020 | 04-08-2020 |  | 192 334(+0,54%)   | 30 296(+0,01%)  |
| 05-08-2020 | 05-08-2020 |  | 194 029(+0,88%)   | 30 305(+0,03%)  |
| 06-08-2020 | 06-08-2020 |  | 195 633(+0,83%)   | 30 312(+0,02%)  |
| 07-08-2020 | 07-08-2020 |  | 197 921(+1,2%)    | 30 324(+0,04%)  |
| ⋮ | ⋮          |  | 197 921(=)        | 30 324(=)       |
| 10-08-2020 | 10-08-2020 |  | 202 775(+2,5%)    | 30 340(+0,05%)  |
| 11-08-2020 | 11-08-2020 |  | 204 172(+0,69%)   | 30 354(+0,05%)  |
| 12-08-2020 | 12-08-2020 |  | 206 696(+1,2%)    | 30 371(+0,06%)  |
| 13-08-2020 | 13-08-2020 |  | 209 365(+1,3%)    | 30 388(+0,06%)  |
| 14-08-2020 | 14-08-2020 |  | 212 211(+1,4%)    | 30 406(+0,06%)  |
| ⋮ | ⋮          |  | 212 211(=)        | 30 406(=)       |
| 17-08-2020 | 17-08-2020 |  | 219 029(+3,2%)    | 30 429(+0,08%)  |
| 18-08-2020 | 18-08-2020 |  | 221 267(+1%)      | 30 451(+0,07%)  |
| 19-08-2020 | 19-08-2020 |  | 225 043(+1,7%)    | 30 468(+0,06%)  |
| 20-08-2020 | 20-08-2020 |  | 229 814(+2,1%)    | 30 480(+0,04%)  |
| 21-08-2020 | 21-08-2020 |  | 234 400(+2%)      | 30 503(+0,08%)  |
| 22-08-2020 | 22-08-2020 |  | 238 002(+1,5%)    | 30 512(+0,03%)  |
| 23-08-2020 | 23-08-2020 |  | 242 899(+2,1%)    | 30 513(=)       |
| 24-08-2020 | 24-08-2020 |  | 244 854(+0,8%)    | 30 528(+0,05%)  |
| 25-08-2020 | 25-08-2020 |  | 248 158(+1,3%)    | 30 544(+0,05%)  |
| 26-08-2020 | 26-08-2020 |  | 253 587(+2,2%)    | 30 544(=)       |
| 27-08-2020 | 27-08-2020 |  | 259 698(+2,4%)    | 30 576(+0,1%)   |
| 28-08-2020 | 28-08-2020 |  | 267 077(+2,8%)    | 30 596(+0,07%)  |
| 29-08-2020 | 29-08-2020 |  | 272 530(+2%)      | 30 602(+0,02%)  |
| 30-08-2020 | 30-08-2020 |  | 277 943(+2%)      | 30 606(+0,01%)  |
| 31-08-2020 | 31-08-2020 |  | 281 025(+1,1%)    | 30 635(+0,09%)  |
| 01-09-2020 | 01-09-2020 |  | 286 007(+1,8%)    | 30 661(+0,08%)  |
| 02-09-2020 | 02-09-2020 |  | 293 024(+2,5%)    | 30 686(+0,08%)  |
| 03-09-2020 | 03-09-2020 |  | 300 181(+2,4%)    | 30 706(+0,07%)  |
| 04-09-2020 | 04-09-2020 |  | 309 156(+3%)      | 30 686(−0,07%)  |
| 05-09-2020 | 05-09-2020 |  | 317 706(+2,8%)    | 30 698(+0,04%)  |
| 06-09-2020 | 06-09-2020 |  | 324 777(+2,2%)    | 30 701(+0,01%)  |
| 07-09-2020 | 07-09-2020 |  | 328 980(+1,3%)    | 30 726(+0,08%)  |
| 08-09-2020 | 08-09-2020 |  | 335 524(+2%)      | 30 764(+0,12%)  |
| 09-09-2020 | 09-09-2020 |  | 344 101(+2,6%)    | 30 788(+0,08%)  |
| 10-09-2020 | 10-09-2020 |  | 353 944(+2,9%)    | 30 813(+0,08%)  |
| 11-09-2020 | 11-09-2020 |  | 363 350(+2,7%)    | 30 893(+0,26%)  |
| 12-09-2020 | 12-09-2020 |  | 373 911(+2,9%)    | 30 910(+0,06%)  |
| 13-09-2020 | 13-09-2020 |  | 381 094(+1,9%)    | 30 916(+0,02%)  |
| 14-09-2020 | 14-09-2020 |  | 387 252(+1,6%)    | 30 950(+0,11%)  |
| 15-09-2020 | 15-09-2020 |  | 395 104(+2%)      | 30 999(+0,16%)  |
| 16-09-2020 | 16-09-2020 |  | 404 888(+2,5%)    | 31 045(+0,15%)  |
| 17-09-2020 | 17-09-2020 |  | 415 418(+2,6%)    | 31 095(+0,16%)  |
| 18-09-2020 | 18-09-2020 |  | 428 696(+3,2%)    | 31 249(+0,5%)   |
| 19-09-2020 | 19-09-2020 |  | 442 194(+3,1%)    | 31 274(+0,08%)  |
| 20-09-2020 | 20-09-2020 |  | 453 763(+2,6%)    | 31 285(+0,04%)  |
| 21-09-2020 | 21-09-2020 |  | 458 061(+0,95%)   | 31 338(+0,17%)  |
| 22-09-2020 | 22-09-2020 |  | 468 069(+2,2%)    | 31 416(+0,25%)  |
| 23-09-2020 | 23-09-2020 |  | 481 141(+2,8%)    | 31 459(+0,14%)  |
| 24-09-2020 | 24-09-2020 |  | 497 237(+3,3%)    | 31 511(+0,17%)  |
| 25-09-2020 | 25-09-2020 |  | 513 034(+3,2%)    | 31 661(+0,48%)  |
| 26-09-2020 | 26-09-2020 |  | 527 446(+2,8%)    | 31 700(+0,12%)  |
| 27-09-2020 | 27-09-2020 |  | 538 569(+2,1%)    | 31 727(+0,09%)  |
| 28-09-2020 | 28-09-2020 |  | 542 639(+0,76%)   | 31 808(+0,26%)  |
| 29-09-2020 | 29-09-2020 |  | 550 690(+1,5%)    | 31 893(+0,27%)  |
| 30-09-2020 | 30-09-2020 |  | 563 535(+2,3%)    | 31 956(+0,2%)   |
| 01-10-2020 | 01-10-2020 |  | 577 505(+2,5%)    | 32 019(+0,2%)   |
| 02-10-2020 | 02-10-2020 |  | 589 653(+2,1%)    | 32 155(+0,42%)  |
| 03-10-2020 | 03-10-2020 |  | 606 625(+2,9%)    | 32 198(+0,13%)  |
| 04-10-2020 | 04-10-2020 |  | 619 190(+2,1%)    | 32 230(+0,1%)   |
| 05-10-2020 | 05-10-2020 |  | 624 274(+0,82%)   | 32 299(+0,21%)  |
| 06-10-2020 | 06-10-2020 |  | 634 763(+1,7%)    | 32 365(+0,2%)   |
| 07-10-2020 | 07-10-2020 |  | 653 509(+3%)      | 32 445(+0,25%)  |
| 08-10-2020 | 08-10-2020 |  | 671 638(+2,8%)    | 32 521(+0,23%)  |
| 09-10-2020 | 09-10-2020 |  | 691 977(+3%)      | 32 630(+0,34%)  |
| 10-10-2020 | 10-10-2020 |  | 718 873(+3,9%)    | 32 684(+0,17%)  |
| 11-10-2020 | 11-10-2020 |  | 734 974(+2,2%)    | 32 730(+0,14%)  |
| 12-10-2020 | 12-10-2020 |  | 743 479(+1,2%)    | 32 825(+0,29%)  |
| 13-10-2020 | 13-10-2020 |  | 756 472(+1,7%)    | 32 933(+0,33%)  |
| 14-10-2020 | 14-10-2020 |  | 779 063(+3%)      | 33 037(+0,32%)  |
| 15-10-2020 | 15-10-2020 |  | 809 684(+3,9%)    | 33 125(+0,27%)  |
| 16-10-2020 | 16-10-2020 |  | 834 770(+3,1%)    | 33 303(+0,54%)  |
| 17-10-2020 | 17-10-2020 |  | 867 197(+3,9%)    | 33 392(+0,27%)  |
| 18-10-2020 | 18-10-2020 |  | 897 034(+3,4%)    | 33 477(+0,25%)  |
| 19-10-2020 | 19-10-2020 |  | 910 277(+1,5%)    | 33 623(+0,44%)  |
| 20-10-2020 | 20-10-2020 |  | 930 745(+2,2%)    | 33 885(+0,78%)  |
| 21-10-2020 | 21-10-2020 |  | 957 421(+2,9%)    | 34 048(+0,48%)  |
| 22-10-2020 | 22-10-2020 |  | 999 043(+4,3%)    | 34 210(+0,48%)  |
| 23-10-2020 | 23-10-2020 |  | 1 041 075(+4,2%)  | 34 508(+0,87%)  |
| 24-10-2020 | 24-10-2020 |  | 1 086 497(+4,4%)  | 34 645(+0,4%)   |
| 25-10-2020 | 25-10-2020 |  | 1 138 510(+4,8%)  | 34 761(+0,33%)  |
| 26-10-2020 | 26-10-2020 |  | 1 165 278(+2,4%)  | 35 018(+0,74%)  |
| 27-10-2020 | 27-10-2020 |  | 1 198 695(+2,9%)  | 35 541(+1,5%)   |
| 28-10-2020 | 28-10-2020 |  | 1 235 132(+3%)    | 35 785(+0,69%)  |
| 29-10-2020 | 29-10-2020 |  | 1 282 769(+3,9%)  | 36 020(+0,66%)  |
| 30-10-2020 | 30-10-2020 |  | 1 331 984(+3,8%)  | 36 565(+1,5%)   |
| 31-10-2020 | 31-10-2020 |  | 1 367 625(+2,7%)  | 36 788(+0,61%)  |
| 01-11-2020 | 01-11-2020 |  | 1 413 195(+3,3%)  | 37 019(+0,63%)  |
| 02-11-2020 | 02-11-2020 |  | 1 466 433(+3,8%)  | 37 435(+1,1%)   |
| 03-11-2020 | 03-11-2020 |  | 1 502 763(+2,5%)  | 38 289(+2,3%)   |
| 04-11-2020 | 04-11-2020 |  | 1 543 321(+2,7%)  | 38 674(+1%)     |
| 05-11-2020 | 05-11-2020 |  | 1 601 367(+3,8%)  | 39 037(+0,94%)  |
| 06-11-2020 | 06-11-2020 |  | 1 661 853(+3,8%)  | 39 865(+2,1%)   |
| 07-11-2020 | 07-11-2020 |  | 1 748 705(+5,2%)  | 40 169(+0,76%)  |
| 08-11-2020 | 08-11-2020 |  | 1 787 324(+2,2%)  | 40 439(+0,67%)  |
| 09-11-2020 | 09-11-2020 |  | 1 807 479(+1,1%)  | 40 987(+1,4%)   |
| 10-11-2020 | 10-11-2020 |  | 1 829 659(+1,2%)  | 42 207(+3%)     |
| 11-11-2020 | 11-11-2020 |  | 1 865 538(+2%)    | 42 535(+0,78%)  |
| 12-11-2020 | 12-11-2020 |  | 1 898 710(+1,8%)  | 42 960(+1%)     |
| 13-11-2020 | 13-11-2020 |  | 1 922 504(+1,3%)  | 43 892(+2,2%)   |
| 14-11-2020 | 14-11-2020 |  | 1 954 599(+1,7%)  | 44 246(+0,81%)  |
| 15-11-2020 | 15-11-2020 |  | 1 981 827(+1,4%)  | 44 548(+0,68%)  |
| 16-11-2020 | 16-11-2020 |  | 1 991 233(+0,47%) | 45 054(+1,1%)   |
| 17-11-2020 | 17-11-2020 |  | 2 036 755(+2,3%)  | 46 273(+2,7%)   |
| 18-11-2020 | 18-11-2020 |  | 2 065 138(+1,4%)  | 46 698(+0,92%)  |
| 19-11-2020 | 19-11-2020 |  | 2 086 288(+1%)    | 47 127(+0,92%)  |
| 20-11-2020 | 20-11-2020 |  | 2 109 170(+1,1%)  | 48 265(+2,4%)   |
| 21-11-2020 | 21-11-2020 |  | 2 127 051(+0,85%) | 48 518(+0,52%)  |
| 22-11-2020 | 22-11-2020 |  | 2 140 208(+0,62%) | 48 732(+0,44%)  |
| 23-11-2020 | 23-11-2020 |  | 2 144 660(+0,21%) | 49 232(+1%)     |
| 24-11-2020 | 24-11-2020 |  | 2 153 815(+0,43%) | 50 237(+2%)     |
| 25-11-2020 | 25-11-2020 |  | 2 170 097(+0,76%) | 50 618(+0,76%)  |
| 26-11-2020 | 26-11-2020 |  | 2 183 660(+0,62%) | 50 957(+0,67%)  |
| 27-11-2020 | 27-11-2020 |  | 2 196 119(+0,57%) | 51 914(+1,9%)   |
| 28-11-2020 | 28-11-2020 |  | 2 208 699(+0,57%) | 52 127(+0,41%)  |
| 29-11-2020 | 29-11-2020 |  | 2 218 483(+0,44%) | 52 325(+0,38%)  |
| 30-11-2020 | 30-11-2020 |  | 2 222 488(+0,18%) | 52 731(+0,78%)  |
| 01-12-2020 | 01-12-2020 |  | 2 230 571(+0,36%) | 53 506(+1,5%)   |
| 02-12-2020 | 02-12-2020 |  | 2 244 635(+0,63%) | 53 816(+0,58%)  |
| 03-12-2020 | 03-12-2020 |  | 2 257 331(+0,57%) | 54 140(+0,6%)   |
| 04-12-2020 | 04-12-2020 |  | 2 268 552(+0,5%)  | 54 767(+1,2%)   |
| 05-12-2020 | 05-12-2020 |  | 2 281 475(+0,57%) | 54 981(+0,39%)  |
| 06-12-2020 | 06-12-2020 |  | 2 292 497(+0,48%) | 55 155(+0,32%)  |
| 07-12-2020 | 07-12-2020 |  | 2 295 908(+0,15%) | 55 521(+0,66%)  |
| 08-12-2020 | 08-12-2020 |  | 2 309 621(+0,6%)  | 56 352(+1,5%)   |
| 09-12-2020 | 09-12-2020 |  | 2 324 216(+0,63%) | 56 648(+0,53%)  |
| 10-12-2020 | 10-12-2020 |  | 2 337 966(+0,59%) | 56 940(+0,52%)  |
| 11-12-2020 | 11-12-2020 |  | 2 351 372(+0,57%) | 57 567(+1,1%)   |
| 12-12-2020 | 12-12-2020 |  | 2 365 319(+0,59%) | 57 761(+0,34%)  |
| 13-12-2020 | 13-12-2020 |  | 2 376 852(+0,49%) | 57 911(+0,26%)  |
| 14-12-2020 | 14-12-2020 |  | 2 379 915(+0,13%) | 58 282(+0,64%)  |
| 15-12-2020 | 15-12-2020 |  | 2 391 447(+0,48%) | 59 072(+1,4%)   |
| 16-12-2020 | 16-12-2020 |  | 2 409 062(+0,74%) | 59 361(+0,49%)  |
| 17-12-2020 | 17-12-2020 |  | 2 427 316(+0,76%) | 59 619(+0,43%)  |
| 18-12-2020 | 18-12-2020 |  | 2 442 990(+0,65%) | 60 229(+1%)     |
| 19-12-2020 | 19-12-2020 |  | 2 460 555(+0,72%) | 60 418(+0,31%)  |
| 20-12-2020 | 20-12-2020 |  | 2 473 354(+0,52%) | 60 549(+0,22%)  |
| 21-12-2020 | 21-12-2020 |  | 2 479 151(+0,23%) | 60 900(+0,58%)  |
| 22-12-2020 | 22-12-2020 |  | 2 490 946(+0,48%) | 61 702(+1,3%)   |
| 23-12-2020 | 23-12-2020 |  | 2 505 875(+0,6%)  | 61 978(+0,45%)  |
| 24-12-2020 | 24-12-2020 |  | 2 527 509(+0,86%) | 62 268(+0,47%)  |
| 25-12-2020 | 25-12-2020 |  | 2 547 771(+0,8%)  | 62 427(+0,26%)  |
| 26-12-2020 | 26-12-2020 |  | 2 550 864(+0,12%) | 62 573(+0,23%)  |
| 27-12-2020 | 27-12-2020 |  | 2 559 686(+0,35%) | 62 746(+0,28%)  |
| 28-12-2020 | 28-12-2020 |  | 2 562 646(+0,12%) | 63 109(+0,58%)  |
| 29-12-2020 | 29-12-2020 |  | 2 574 041(+0,44%) | 64 078(+1,5%)   |
| 30-12-2020 |            |  |                   |                 |
| 31-12-2020 | 31-12-2020 |  | 2 620 425(N.D.)   | 64 632(N.D.)    |
| 01-01-2021 | 01-01-2021 |  | 2 639 773(+0,74%) | 64 765(+0,21%)  |
| 02-01-2021 | 02-01-2021 |  | 2 643 239(+0,13%) | 64 921(+0,24%)  |
| 03-01-2021 | 03-01-2021 |  | 2 655 728(+0,47%) | 65 037(+0,18%)  |
| 04-01-2021 | 04-01-2021 |  | 2 659 750(+0,15%) | 65 415(+0,58%)  |
| 05-01-2021 | 05-01-2021 |  | 2 680 239(+0,77%) | 66 282(+1,3%)   |
| 06-01-2021 | 06-01-2021 |  | 2 705 618(+0,95%) | 66 565(+0,43%)  |
| 07-01-2021 | 07-01-2021 |  | 2 727 321(+0,8%)  | 66 841(+0,41%)  |
| 08-01-2021 | 08-01-2021 |  | 2 747 135(+0,73%) | 67 431(+0,88%)  |
| 09-01-2021 | 09-01-2021 |  | 2 767 312(+0,73%) | 67 599(+0,25%)  |
| 10-01-2021 | 10-01-2021 |  | 2 783 256(+0,58%) | 67 750(+0,22%)  |
| 11-01-2021 | 11-01-2021 |  | 2 786 838(+0,13%) | 67 750(=)       |
| 12-01-2021 | 12-01-2021 |  | 2 806 590(+0,71%) | 68 802(+1,6%)   |
| 13-01-2021 | 13-01-2021 |  | 2 830 442(+0,85%) | 69 031(+0,33%)  |
| 14-01-2021 | 14-01-2021 |  | 2 851 670(+0,75%) | 69 313(+0,41%)  |
| 15-01-2021 | 15-01-2021 |  | 2 872 941(+0,75%) | 69 949(+0,92%)  |
| 16-01-2021 | 16-01-2021 |  | 2 894 347(+0,75%) | 70 142(+0,28%)  |
| 17-01-2021 | 17-01-2021 |  | 2 910 989(+0,57%) | 70 283(+0,2%)   |
| 18-01-2021 | 18-01-2021 |  | 2 914 725(+0,13%) | 70 686(+0,57%)  |
| 19-01-2021 | 19-01-2021 |  | 2 938 333(+0,81%) | 71 342(+0,93%)  |
| 20-01-2021 | 20-01-2021 |  | 2 965 117(+0,91%) | 71 652(+0,43%)  |
| 21-01-2021 | 21-01-2021 |  | 2 987 965(+0,77%) | 71 998(+0,48%)  |
| 22-01-2021 | 22-01-2021 |  | 3 011 257(+0,78%) | 72 647(+0,9%)   |
| 23-01-2021 | 23-01-2021 |  | 3 035 181(+0,79%) | 72 877(+0,32%)  |
| 24-01-2021 | 24-01-2021 |  | 3 053 617(+0,61%) | 73 049(+0,24%)  |
| 25-01-2021 | 25-01-2021 |  | 3 057 857(+0,14%) | 73 494(+0,61%)  |
| 26-01-2021 | 26-01-2021 |  | 3 079 943(+0,72%) | 74 106(+0,83%)  |
| 27-01-2021 | 27-01-2021 |  | 3 106 859(+0,87%) | 74 456(+0,47%)  |
| 28-01-2021 | 28-01-2021 |  | 3 130 629(+0,77%) | 74 800(+0,46%)  |
| 29-01-2021 | 29-01-2021 |  | 3 153 487(+0,73%) | 75 620(+1,1%)   |
| 30-01-2021 | 30-01-2021 |  | 3 177 879(+0,77%) | 75 862(+0,32%)  |
| 31-01-2021 | 31-01-2021 |  | 3 197 114(+0,61%) | 76 057(+0,26%)  |
| 01-02-2021 | 01-02-2021 |  | 3 201 461(+0,14%) | 76 512(+0,6%)   |
| 02-02-2021 | 02-02-2021 |  | 3 224 798(+0,73%) | 77 238(+0,95%)  |
| 03-02-2021 | 03-02-2021 |  | 3 251 160(+0,82%) | 77 595(+0,46%)  |
| 04-02-2021 | 04-02-2021 |  | 3 274 608(+0,72%) | 77 952(+0,46%)  |
| 05-02-2021 | 05-02-2021 |  | 3 296 747(+0,68%) | 78 603(+0,84%)  |
| 06-02-2021 | 06-02-2021 |  | 3 317 333(+0,62%) | 78 794(+0,24%)  |
| 07-02-2021 | 07-02-2021 |  | 3 337 048(+0,59%) | 78 965(+0,22%)  |
| 08-02-2021 | 08-02-2021 |  | 3 341 365(+0,13%) | 79 423(+0,58%)  |
| 09-02-2021 | 09-02-2021 |  | 3 360 235(+0,56%) | 80 147(+0,91%)  |
| 10-02-2021 | 10-02-2021 |  | 3 385 622(+0,76%) | 80 443(+0,37%)  |
| 11-02-2021 | 11-02-2021 |  | 3 406 685(+0,62%) | 80 803(+0,45%)  |
| 12-02-2021 | 12-02-2021 |  | 3 427 386(+0,61%) | 81 448(+0,8%)   |
| 13-02-2021 | 13-02-2021 |  | 3 448 617(+0,62%) | 81 647(+0,24%)  |
| 14-02-2021 | 14-02-2021 |  | 3 465 163(+0,48%) | 81 814(+0,2%)   |
| 15-02-2021 | 15-02-2021 |  | 3 469 539(+0,13%) | 82 226(+0,5%)   |
| 16-02-2021 | 16-02-2021 |  | 3 489 129(+0,56%) | 82 812(+0,71%)  |
| 17-02-2021 | 17-02-2021 |  | 3 514 147(+0,72%) | 83 122(+0,37%)  |
| 18-02-2021 | 18-02-2021 |  | 3 536 648(+0,64%) | 83 393(+0,33%)  |
| 19-02-2021 | 19-02-2021 |  | 3 560 764(+0,68%) | 83 964(+0,68%)  |
| 20-02-2021 | 20-02-2021 |  | 3 583 135(+0,63%) | 84 147(+0,22%)  |
| 21-02-2021 | 21-02-2021 |  | 3 605 181(+0,62%) | 84 306(+0,19%)  |
| 22-02-2021 | 22-02-2021 |  | 3 609 827(+0,13%) | 84 639(+0,39%)  |
| 23-02-2021 | 23-02-2021 |  | 3 629 891(+0,56%) | 85 070(+0,51%)  |
| 24-02-2021 | 24-02-2021 |  | 3 661 410(+0,87%) | 85 347(+0,33%)  |
| Fonti: - Agence nationale de santé publique, su santepubliquefrance.fr. /Ministère Solidarites-Santé - Coronavirus Cases in France worldometer.info Note: - i Dal 4 aprile sono stati inseriti nei dati i contagiati e i morti nelle EHPAD (case di riposo) durante il mese di marzo. - ii Aggiunti casi di nuovi contagi del 13 maggio precedentemente non conteggiati. - iii Rimossi i dati di alcuni pazienti positivi che erano stati contati due volte |            |  |                   |                 |

Evoluzione della pandemia in Francia su scala logaritmica:     casi     decessi
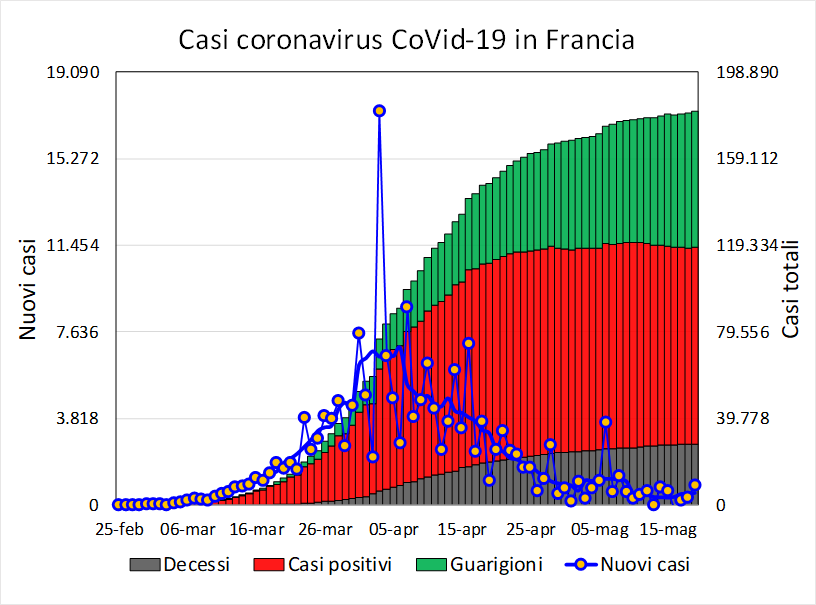
Evoluzione dei casi di COVID-19 in Francia

## Cronistoria

### Primi casi confermati
Il 24 gennaio 2020, il primo caso di COVID-19 in Europa - e in Francia - è stato confermato a Bordeaux. Un franco-cinese di 48 anni dalla Cina, arrivato in Francia il 22 gennaio, è stato ricoverato al Centre Hospitalier Universitaire de Bordeaux. Il Service d'Aide Médicale Urgente ha preso in carico il paziente e lo ha isolato in ospedale. Le autorità hanno cercato di confermare se persone infette fossero state in contatto con lui.
Altri due casi sono stati confermati a Parigi alla fine della giornata; tutti recentemente tornati dalla Cina. Un uomo di 31 anni e la sua partner di 30 anni, entrambi di Wuhan, sono risultati positivi al SARS-CoV-2 e sono stati ricoverati all'Hôpital Bichat. Sono arrivati in Francia il 18 gennaio.
Il 28 gennaio, un turista cinese di 80 anni della provincia di Hubei, è risultato positivo ed è stato ricoverato all'Hôpital Bichat di Parigi.
Il 29 gennaio, anche sua figlia di 50 anni si è dimostrata positiva ed è stata ricoverata nello stesso ospedale dove era in cura suo padre.
Il 30 gennaio un medico è stato confermato positivo alla COVID-19 a Parigi. Era entrato in contatto con un turista cinese la cui contaminazione è stata confermata quando è tornato in Cina.
Il 14 febbraio, il turista cinese ottantenne è deceduto all'Hôpital Bichat, segnando la prima morte per COVID-19 in Europa e Francia.
Dal 31 gennaio al 9 febbraio, circa 550 persone sono state rimpatriate da Wuhan su una serie di voli di evacuazione in arrivo alla base aerea di Creil a Oise e all'Aeroporto di Istres.

### Focolaio a Les Contamines-Montjoie
L'8 febbraio 2020, il Ministro della salute, Agnès Buzyn, ha confermato cinque nuovi casi originati da un gruppo di persone che erano in vacanza a Les Contamines-Montjoie, nell'Alta Savoia. Hanno contratto l'infezione da un cittadino britannico che era stato a Singapore pochi giorni prima.
Un altro cittadino britannico è risultato positivo alla COVID-19. Era stato nello stesso chalet dell'altra persona che aveva contratto l'infezione a Les Contamines-Montjoie.
Il 18 febbraio, il nuovo ministro della salute, Olivier Véran, ha annunciato che solo quattro persone sono rimaste infette in Francia e sono state messe in quarantena in ospedale, tutti cittadini britannici, tre del primo gruppo di Les Contamines-Montjoie e un quarto caso scoperto dopo.
Sei giorni dopo, l'ultimo cittadino britannico rimasto e l'ultimo caso noto in Francia sono stati dimessi.

### Casi successivi e focolaio dell'Oise
Il 25 febbraio 2020, un cinese, tornato dalla Cina, era portatore del SARS-CoV-2, ma ha mostrato tracce di recente guarigione. Un uomo di 64 anni di La Balme-de-Sillingy, tornato da un viaggio in Lombardia il 25 febbraio, è risultato positivo al SARS-CoV-2 ed è stato curato nel centro ospedaliero Annecy-Genevois, Épagny-Metz-Tessy. Anche sua moglie è risultata positiva ed è stata ricoverata nello stesso ospedale di suo marito.
Il 26 febbraio, un uomo di 36 anni, che ha effettuato numerosi viaggi in Lombardia, è risultato positivo ed è stato curato nella Nouvel Hôspital Civil di Strasburgo. Un insegnante di francese di 60 anni dell'Oise è stato ricoverato per la prima volta all'ospedale Creil, poi trasferito all'ospedale Salpêtrière di Parigi, dove è deceduto poche ore dopo. Un uomo di 55 anni dell'Oise è stato ricoverato nel reparto di terapia intensiva del CHU Amiens-Picardie, Amiens.
Il 29 febbraio, il direttore della salute, Jérôme Salomon, ha annunciato che la Francia aveva 100 casi del SARS-CoV-2 sul proprio territorio, con 36 casi rilevati nell'Oise.
Le riunioni di oltre 5 000 persone sono vietate in tutta la Francia.

### Primo confinamento

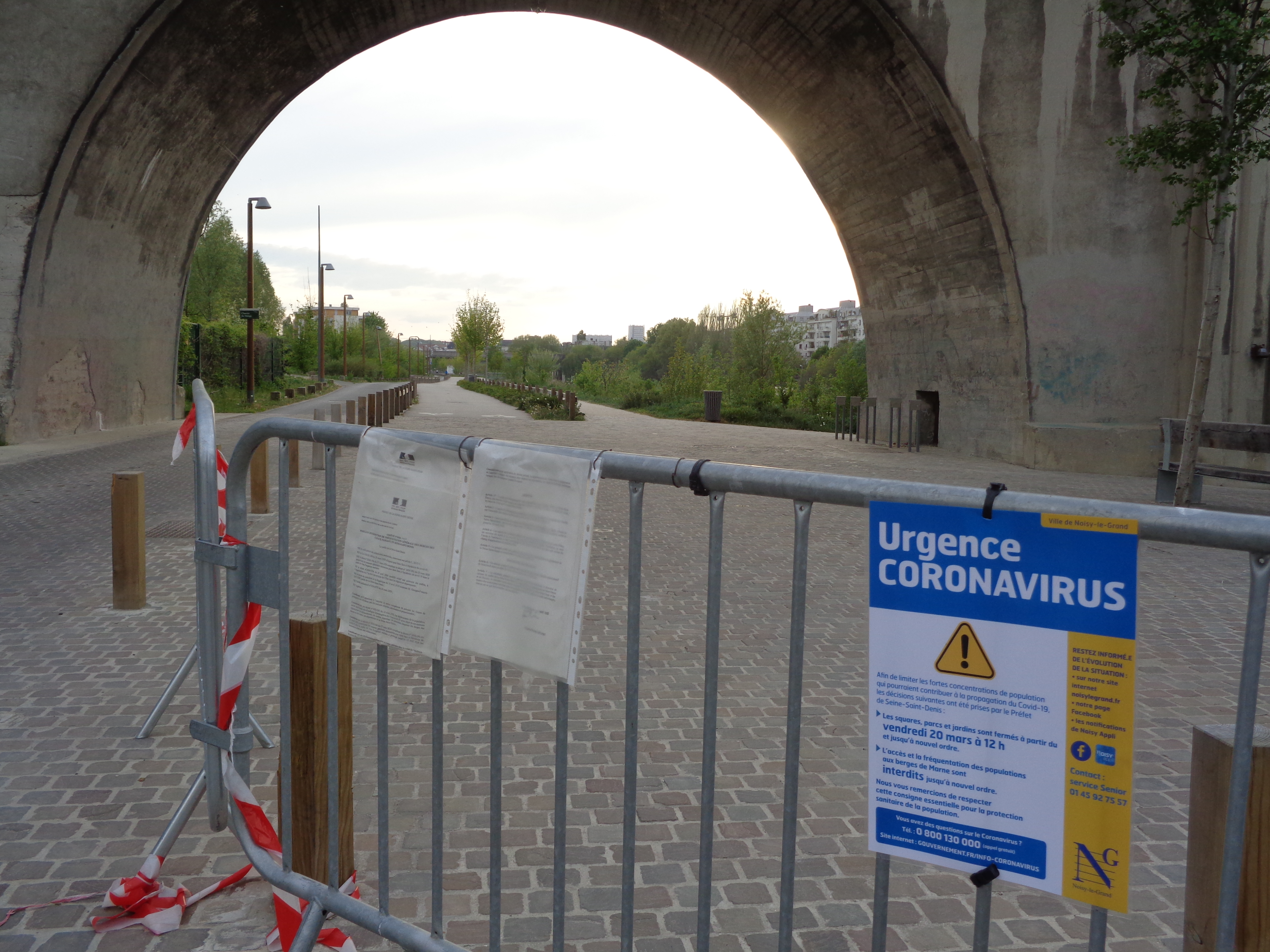
L'accesso al fiume Marna vietato durante il confinamento, a Noisy-le-Grand.

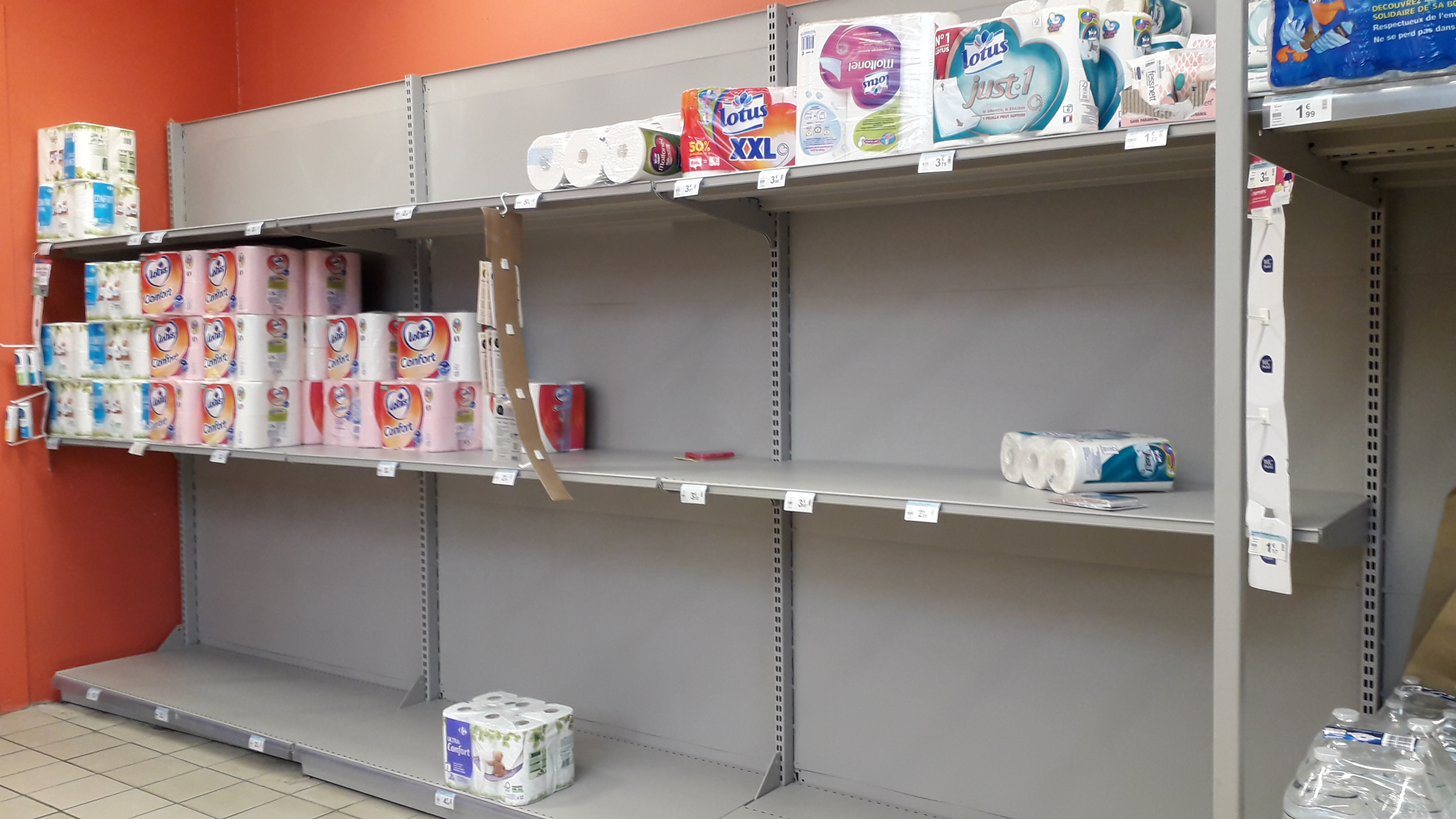
Gli scaffali vuoti di un supermercato a Louviers, in Normandia, il 2 aprile.

L’11 marzo il governo francese nominò undici scienziati eminenti per fornire consulenza sulle questioni scientifiche riguardanti l’epidemia in Francia. Il 17 marzo 2020 la Direction générale de la Santé (Direzione generale della sanità) ha chiesto all’agenzia nazionale per la sanità pubblica (Santé publique France) di acquistare subito un milione di mascherine FFP2.
Il 12 marzo il presidente Emmanuel Macron annunciò in un discorso in televisione che tutte le scuole e le università della nazione sarebbero state chiuse. Il 13 marzo il primo ministro Édouard Philippe annunciò la chiusura di tutti i bar, i ristoranti, i cinema e le discoteche.
Il 16 marzo, un giorno dopo il primo turno delle elezioni municipali, Emmanuel Macron annunciò l’inizio di un periodo di confinamento a partire dal giorno successivo.
Dopo l’annuncio del confinamento la Fédération Française du Bâtiment (Federazione Francese degli Edifici) decise di interrompere i lavori non essenziali a causa del pericolo per i lavoratori edili. Il 19 marzo Muriel Pénicaud, la ministra del Lavoro, criticò questa decisione, affermando che questa mancava di spirito civico. Il 20 marzo il presidente della Federazione rispose in una lettera aperta che le affermazioni della ministra erano "scandalose". Dopo diversi giorni venne firmato un accordo che consentiva la riapertura di alcuni cantieri.
All’inizio di aprile il numero dei morti di COVID-19 aumentò vertiginosamente e più di 10,000 persone morirono in quel periodo. Il confinamento originariamente doveva durare 15 giorni, poi venne esteso a 30 giorni, ma il 13 aprile il presidente Macron annunciò che questo sarebbe stato esteso fino all’11 maggio. Il 4 maggio degli scienziati, dopo aver esaminato dei campioni, hanno scoperto che un uomo era stato infettato dal SARS-CoV-2 il 27 dicembre 2019, quasi un mese prima che la Francia segnalasse il suo primo caso.

### Deconfinamento

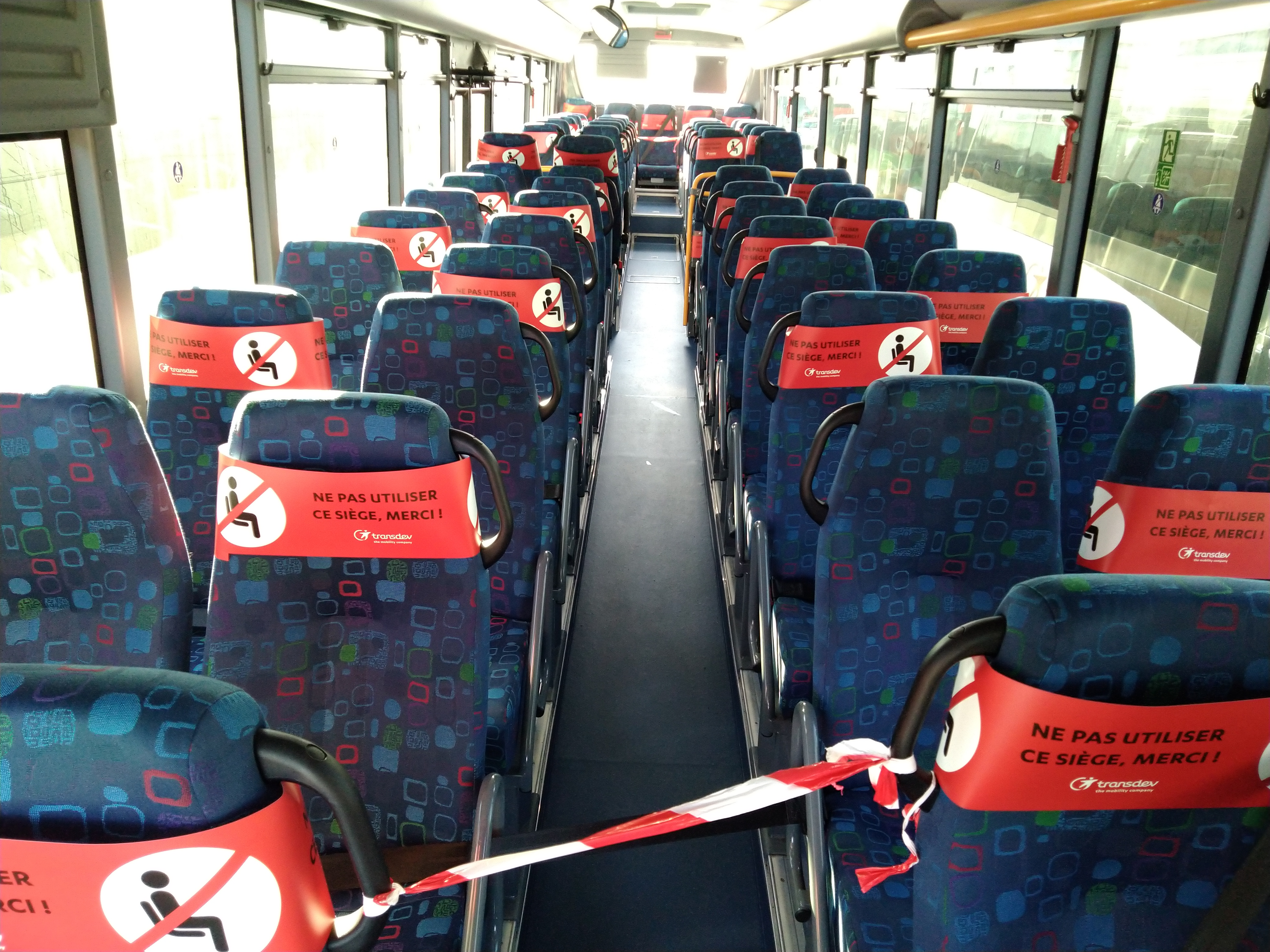
L'applicazione del distanziamento fisico all'interno di un autobus in Bretagna, il 19 maggio.

L’11 maggio, quando i casi giornalieri erano scesi a meno di 100 al giorno, le scuole elementari e le scuole medie poterono riaprire, avviando l’inizio di una nuova fase per la ripresa economica.
Il 28 maggio Édouard Philippe annunciò che le restrizioni sugli spostamenti entro un raggio di 100 chilometri sarebbero state revocate il 2 giugno. Inoltre venne annunciato che i caffè, I bar ed i ristoranti sarebbero potuti riaprire lo stesso giorno, ma non a Parigi. Infatti solo il 14 giugno i caffè, i ristoranti ed i bar poterono riaprire a Parigi.
Il 22 giugno i cinema, i villaggi vacanze, i palazzetti per gli sport di gruppo, gli asili, le scuole e le scuole medie poterono riaprire durante la Fase 3 per la ripresa economica. Il primo luglio la Francia riaprì i suoi confini ai paesi non appartenenti all’Unione europea.
Il 3 luglio Philippe si dimise dal ruolo di primo ministro e venne sostituito da Jean Castex. Castex in precedenza era stato nominato coordinatore del processo di deconfinamento attuato in Francia.
Il 10 luglio venne revocato lo stato di emergenza sanitaria ed il confinamento ebbe fine. Tuttavia, alcune restrizioni riguardo al distanziamento fisico vennero mantenute.
Il 15 luglio Olivier Véran annunciò che dal 24 luglio la copertura del volto tramite le mascherine sarebbe diventata obbligatoria negli spazi pubblici al chiuso e in vari spazi pubblici all’aperto, come la torre Eiffel.

### Nuovo aumento dei contagi
Ad agosto il numero dei positivi al virus rincominciò a salire. Nel fine settimana del 16 agosto più di 10,000 casi erano stati segnalati durante quella settimana. Il 28 agosto il numero dei positivi in un solo giorno raggiunse il numero di 7379 nuovi casi. Nella città di Parigi, considerando questa situazione, l’uso delle mascherine in pubblico divenne obbligatorio.
Il 12 settembre la Francia registrò più di 10,000 nuovi casi in un giorno solo per la prima volta. Il 18 settembre il numero delle morti salì a 154, il numero più alto dal 17 maggio (era inoltre la prima volta dal 16 giugno che il numero delle morti giornaliere superava i 100 decessi).
Il 5 ottobre a Parigi vennero nuovamente chiusi i ristoranti e gli altri luoghi di ristoro a causa dell’aumento del numero dei casi, come in precedenza era stato fatto a Marsiglia. Tuttavia, il governo fece capire che presto sarebbe stato introdotto un nuovo confinamento a livello nazionale.
Il 10 ottobre la Francia registrò nuovamente il numero più alto di nuovi casi con 26.986 nuovi positivi. Il presidente Emmanuel Macron annunciò in un’intervista televisiva in prima serata che il 14 ottobre, a causa della diffusione del virus in alcune grandi città, sarebbe stato introdotto un coprifuoco tra le 21.00 di sera e le 6.00 del mattino nelle zone del paese che erano diventate più pericolose, per un totale di quattro settimane; inoltre sarebbero state reintrodotte le misure di aiuto finanziario.
Il 15 ottobre la Francia divenne il primo paese europeo a registrare oltre 30,000 casi in un giorno, per un totale di 30,621 nuovi casi. Il 22 ottobre il primo ministro Jean Castex estese il coprifuoco ad altri 38 dipartimenti, nei quali si trovava il 67% della popolazione (46 milioni di persone).

### Secondo confinamento

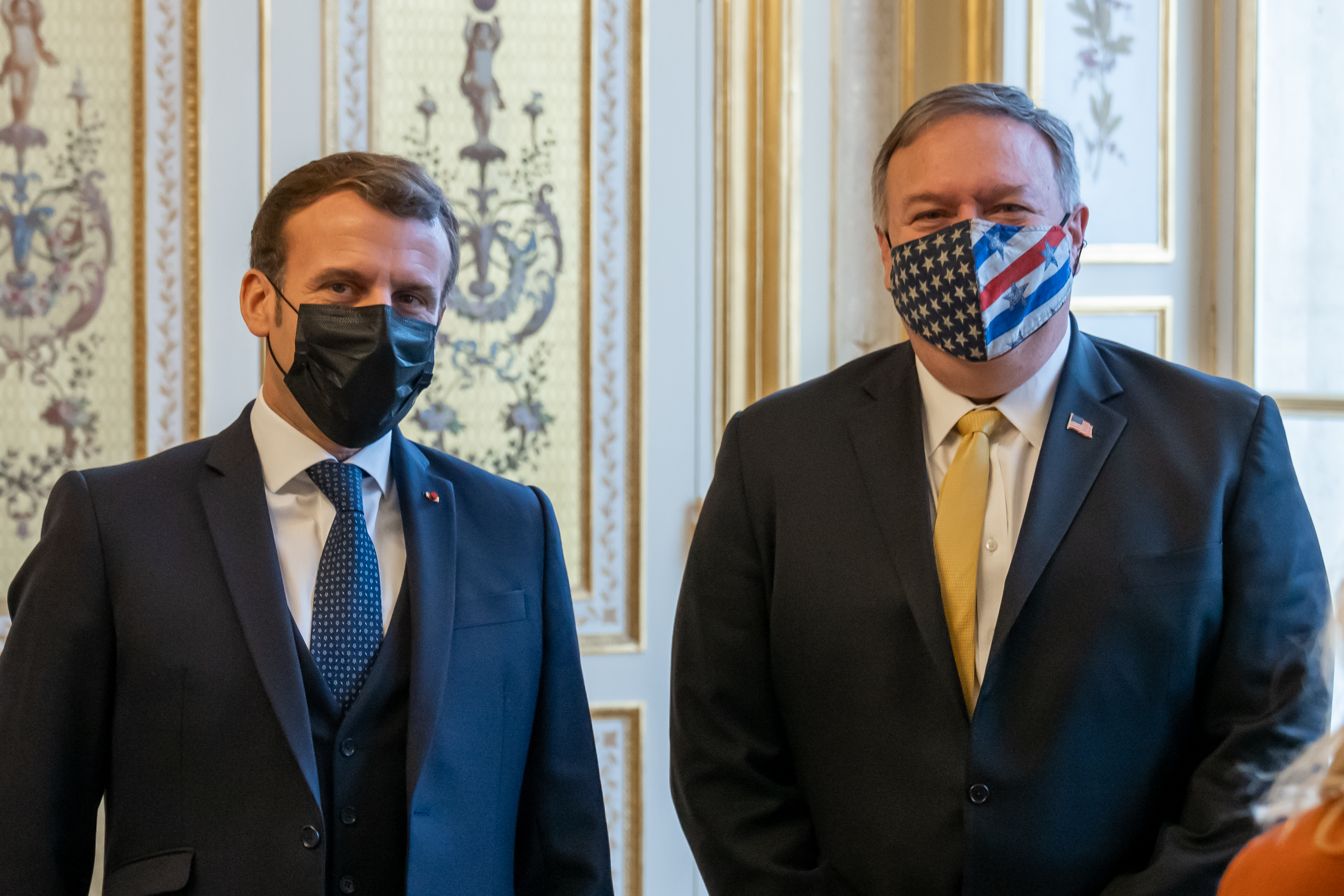
Un incontro tra il presidente Emmanuel Macron ed il segretario di Stato statunitense Mike Pompeo, avvenuto il 16 Novembre 2020.

Il 23 ottobre il numero dei casi totali dall’inizio della pandemia superò il milione per un totale di 1,048,075 casi, con un aumento di 42,032 in un giorno.
Il 25 ottobre i nuovi casi furono in totale 52,013, superando per la prima volta il numero di 50,000 positivi. Il 28 ottobre Emmanuel Macron annunciò in un discorso televisivo che la Francia sarebbe stata soggetta ad un nuovo confinamento che sarebbe durato dal 30 ottobre al primo dicembre. I bar ed i ristoranti sarebbero rimasti chiusi mentre le scuole e le fabbriche sarebbero rimaste aperte.
Il 5 novembre la sindaca di Parigi Anne Hidalgo annunciò che delle misure più restrittive sarebbero state introdotte nella capitale, dal momento che vari cittadini erano stati beccati ad infrangere le regole precedenti. Queste includevano la chiusura dei negozi di alimentari alle 22.00 per evitare che si creassero degli assembramenti.
Il 12 novembre il primo ministro Jean Castex annunciò in una conferenza stampa che ogni allentamento delle restrizioni all’inizio di dicembre sarebbe stato “strettamente limitato”: attività come i ristoranti, i bar e i palazzetti dello sport sarebbero rimasti chiusi. Castex affermò inoltre che una morte su quattro in Francia in quel momento era dovuta alla COVID-19.
Il 17 dicembre il presidente Emmanuel Macron risultò positivo alla COVID-19. Il 27 dicembre una donna di 78 anni divenne la prima persona in tutta la Francia a ricevere il vaccino contro il SARS-CoV-2. La donna ricevette la prima dose del vaccino Pfizer-BioNTech all’ospedale René-Muret di Sevran, nel dipartimento della Senna-Saint-Denis.

### Inizio della campagna di vaccinazione

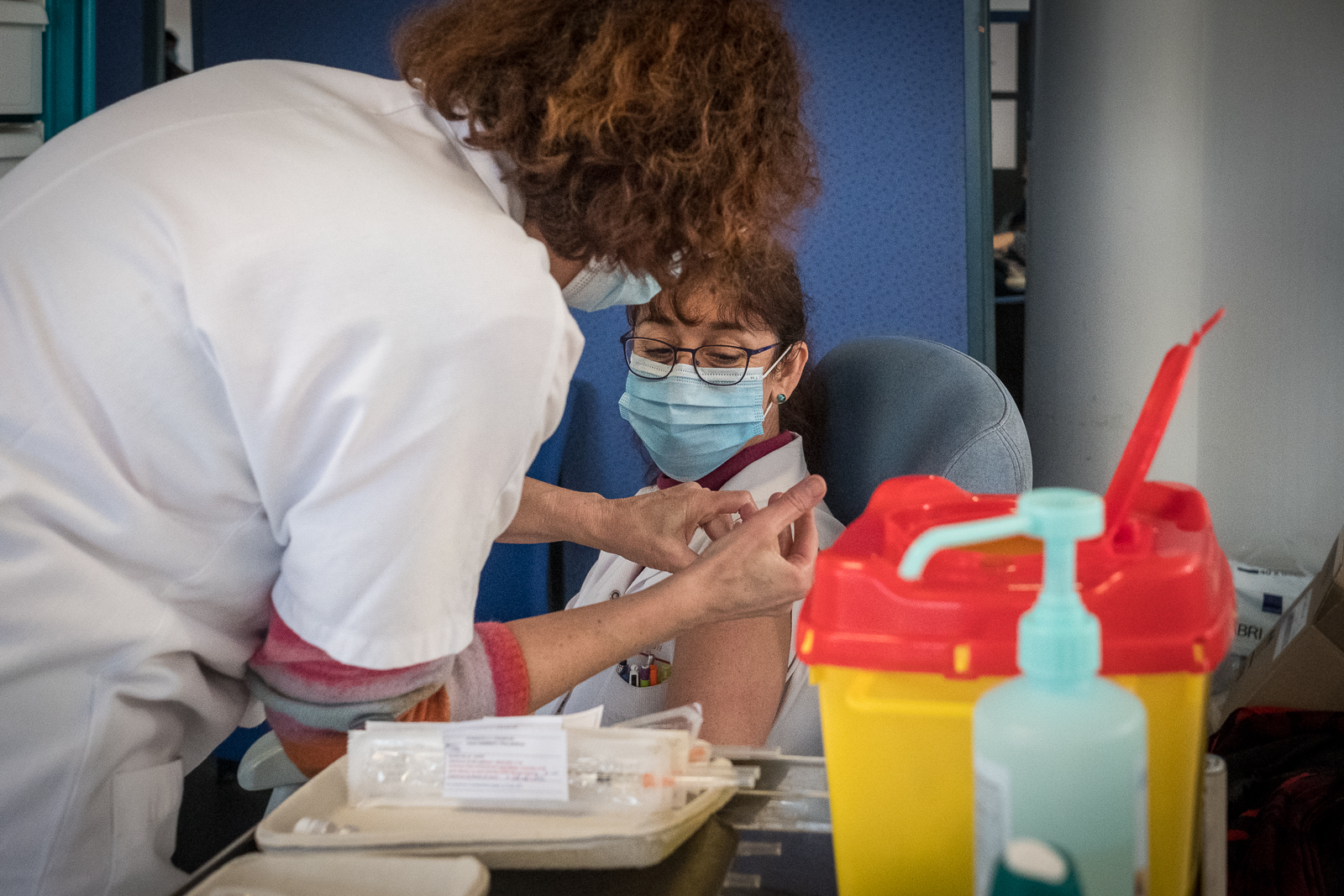
Un membro del personale sanitario si fa vaccinare all'ospedale universitario di Strasburgo, l'8 gennaio 2021.

Al 29 dicembre 2020 sembrava che la campagna di vaccinazione francese fosse più lenta di quella in Germania, Regno Unito e Israele. Infatti, nonostante le dosi di vaccino fossero disponibili, si presume che ciò sia dovuto al ritardo del vaccino Sanofi-GSK, preferito a quello di Pfizer dal governo. Comunque sia, il ministro della salute Olivier Véran dichiarò che il governo aveva scelto di affidarsi ai medici e di cominciare con gli anziani nelle case di cura. Véran disse inoltre che l'importante era non agire frettolosamente e tutelare tutti. Tuttavia, Axel Kahn denunciò la lunghezza dell'onere amministrativo della procedura "più lunga che all'estero". Il 30 dicembre 2020 il governo annunciò che a gennaio sarebbero stati vaccinati gli operatori sanitari ultracinquantenni.

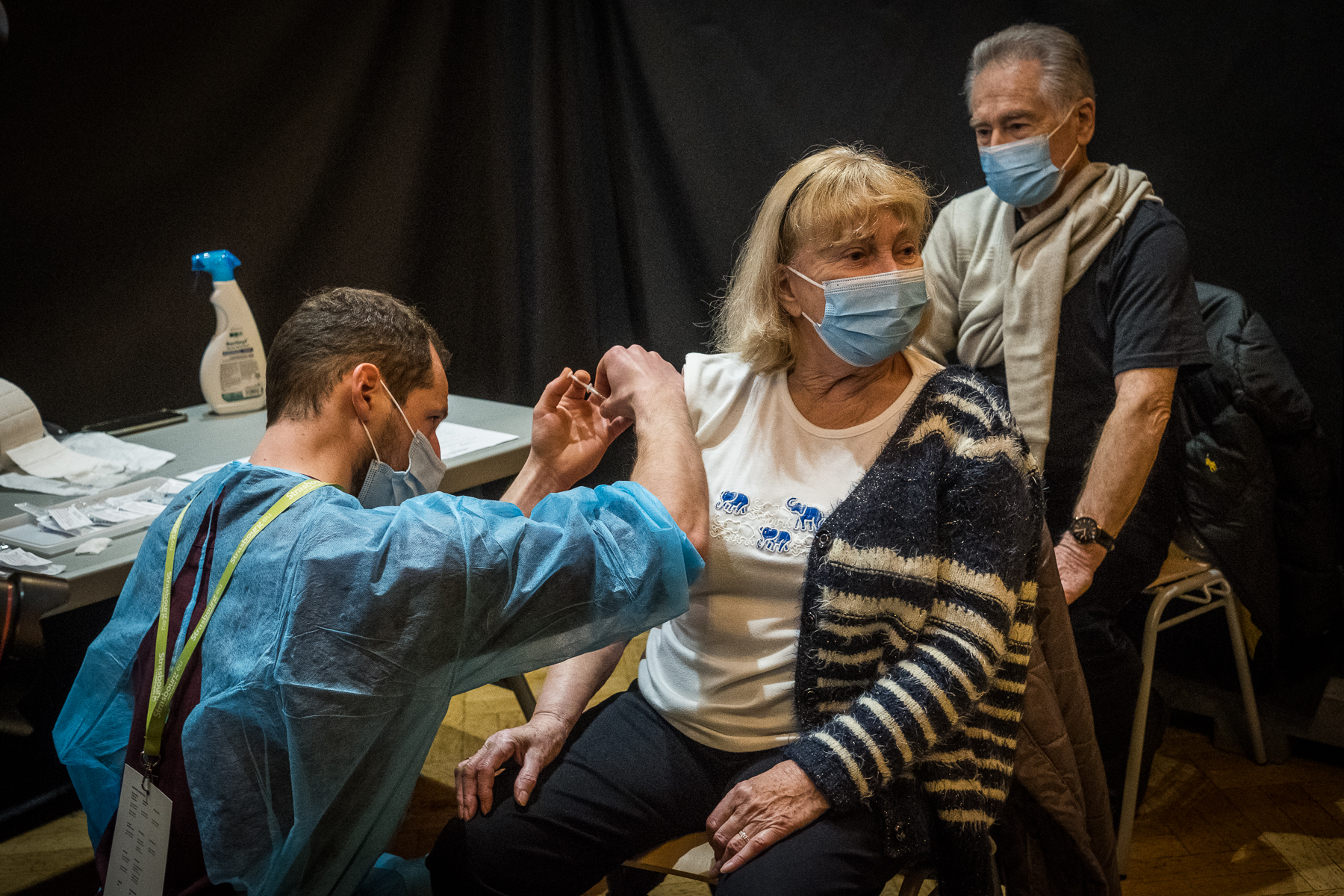
L'inizio della campagna di vaccinazione a Strasburgo per gli ultrasettantacinquenni, il 18 gennaio 2021.

Il 18 gennaio 2021 iniziò la vaccinazione per tutti gli ultrasettantacinquenni, anche se la disponibilità dei vaccini Comirnaty e Spikevax inferiore del previsto causò un rallentamento del tasso di vaccinazione. Al 28 gennaio 1 405 885 persone avevano ricevuto la prima dose del vaccino.
All'inizio del 2021 cominciarono anche a diffondersi i contagi dovuti alle varianti del virus: il 7 gennaio vennero registrati diciannove casi di persone contagiate dalla variante Alfa, allora meglio nota come "variante inglese". In poche settimane la variante inglese occupò circa un quarto dei nuovi contagi.
Anche se la circolazione del coronavirus in Francia era minore rispetto ad altre nazioni europee che avevano deciso di adoperare delle nuove misure di blocco, la comparsa delle varianti del virus, più contagiose, portò il governo alla decisione di imporre un coprifuoco notturno (dalle 18:00 di sera alle 6:00 di mattina) e un'intesificazione dei controlli alle frontiere. Il 31 gennaio entrarono in vigore delle nuove misure restrittive, come la chiusura delle frontiere ai paesi non appartenenti all'Unione europea, l'obbligo dei testi diagnostici ai viaggiatori provenienti dai paesi dell'Unione europea (tranne alcuni lavoratori transfrontalieri) e la chiusura dei luoghi commerciali che non vendevano prodotti alimentari più grandi di 20.000 metri. Tuttavia, secondo uno studio del giornale Le Monde risalente al giugno del 2021, la decisione di non riconfinare la nazione ebbe come conseguenze la morte di 14 000 persone, quasi 112.000 ricoveri, 28mila dei quali in terapia intensiva, e 160.000 casi di sindrome post-COVID-19.
A fine gennaio, la Francia risultò al settantatreesimo posto in una lista dell'instituto Lowy di Sydney sui 98 paesi che avevano gestito meglio la crisi sanitaria.

### Restrizioni e proseguimento della campagna di vaccinazione
Il 6 febbraio, quando circa 1 800 000 persone avevano ricevuto la prima dose del vaccino e 190.000 la seconda, iniziò la vaccinazione tramite il vaccino Vaxzevria, sviluppato da AstraZeneca, per il personale sanitario di età inferiore ai 65 anni.

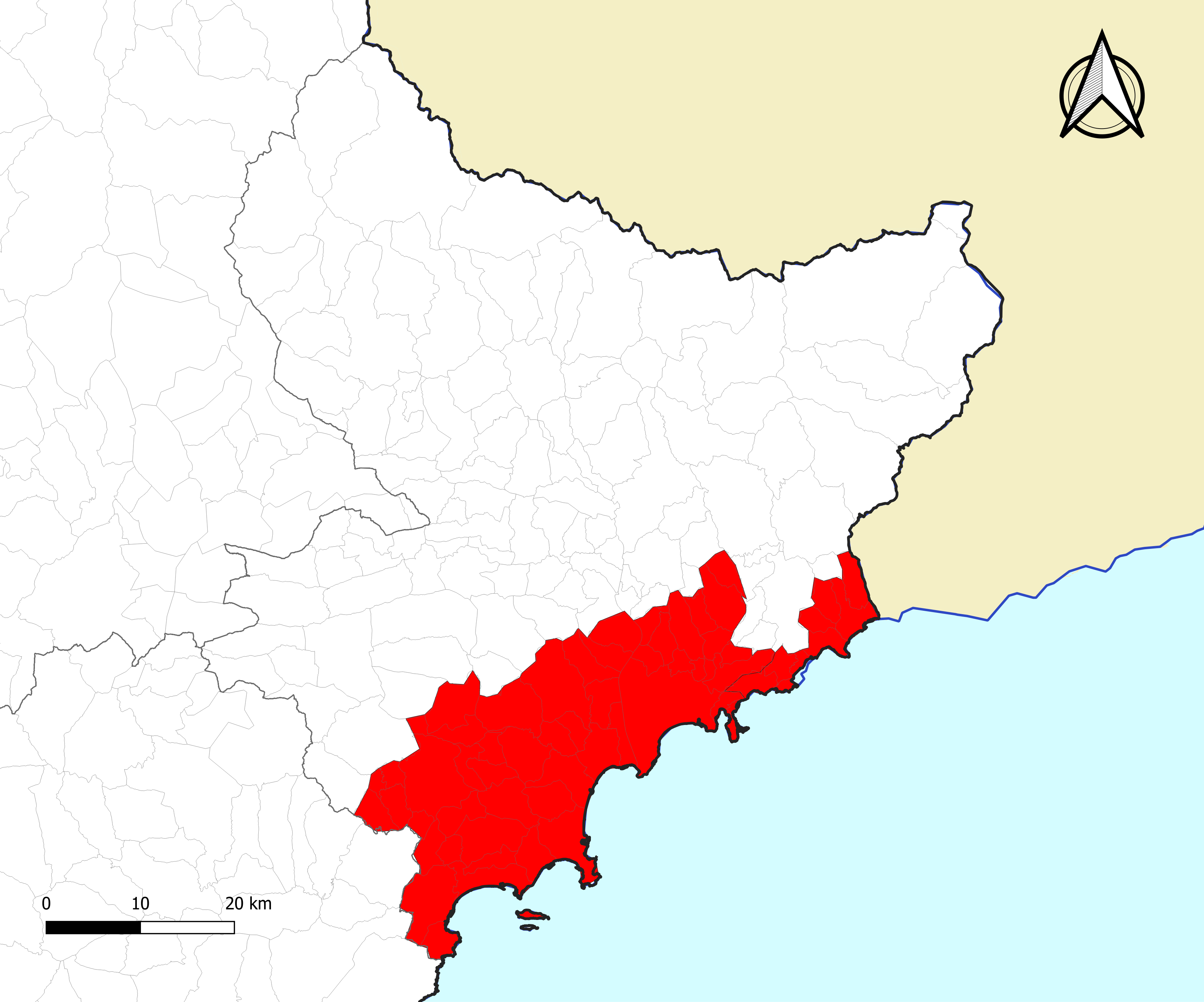
Le città del dipartimento delle Alpi Marittime messe in confinamento nei fine settimana dal 26 febbraio al 5 marzo 2021.

Il 21 febbraio 2021, similmente a quanto era successo nel dipartimento della Mosella, il dipartimento delle Alpi Marittime presentava una situazione preoccupante a causa del tasso d'incidenza più alto di quello nazionale (557 casi positivi ogni 100.000 invece di 190). La situazione a Nizza era ancora più preoccupante, in quanto il tasso d'incidenza era di 700 casi positivi ogni 100 000 abitanti. La situazione era aggravata dal diffondersi della variante Alfa, molto contagiosa, e dal tasso di vaccinazione minore del 4% degli abitanti del dipartimento.

Il governo francese decise allora di varare delle nuove misure e le presentò alla prefettura il 22 febbraio. In particolare, nei comuni marittimi del dipartimento entrarono in vigore delle misure di blocco limitate ai fine settimana dal 26 febbraio al 5 marzo 2021. Gli spostamenti vennero vietati nei comuni da Mentone a Théoule-sur-Mer, una la zona nella quale si trova il 90% della popolazione del dipartimento, corrispondente alle unità urbane di Nizza e Mentone. Durante questa chiusura totale le regole erano più o meno le stesse del primo confinamento nazionale.

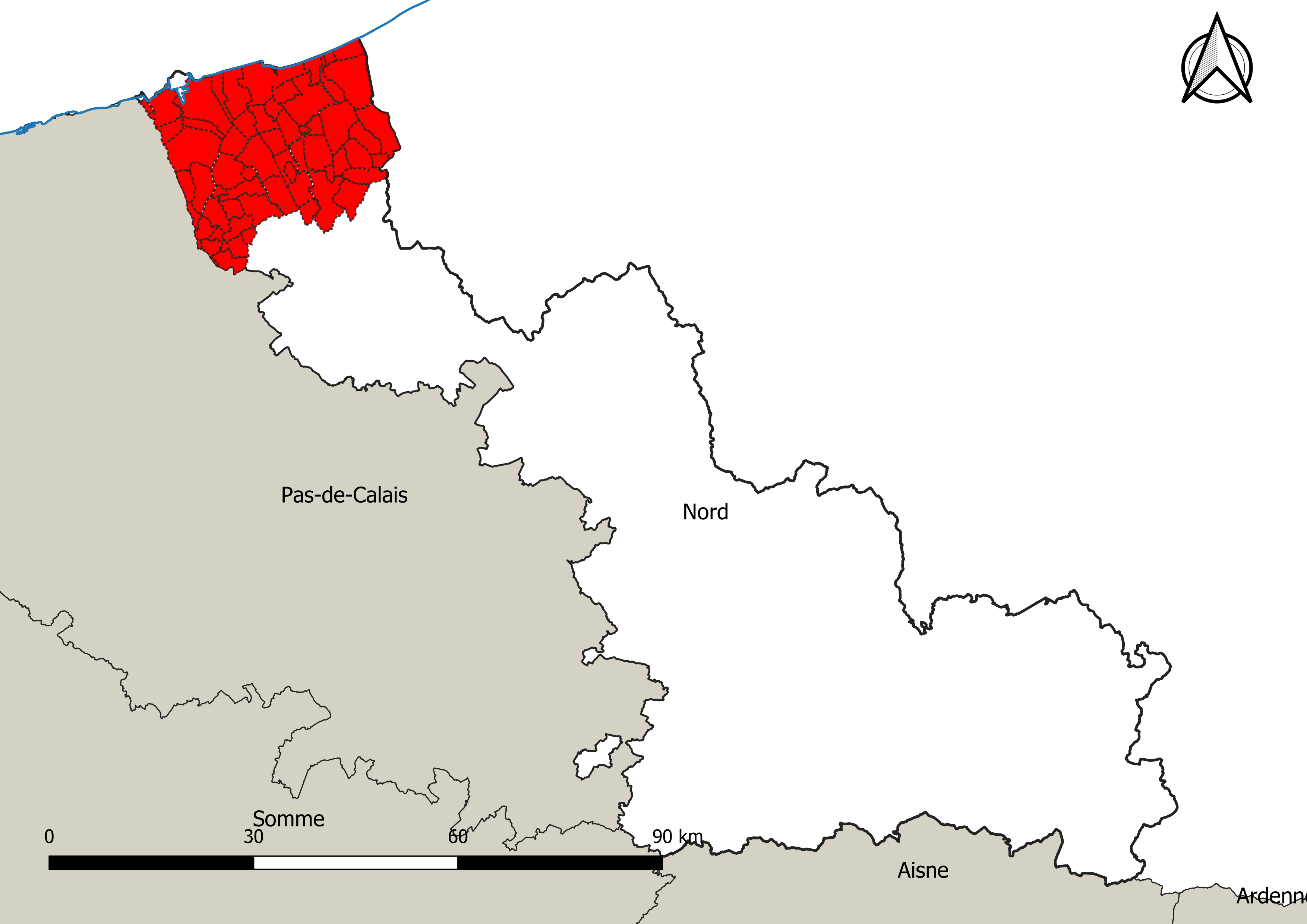
Le città del dipartimento del Nord messe in confinamento per tre settimane a partire dal 26 febbraio 2021.

Nello stesso periodo, il tasso d'incidenza nella regione di Dunkerque era di 901 casi positivi ogni 100.000: questo aumento dei contagi portò il governo ad annunciare delle misure restrittive molto simili a quelle attuate nel Nizzardo. Queste misure di confinamento localizzato interessavano l'arrondissement di Dunkerque e i comuni vicini. Altri venti dipartimenti con un tasso d'incidenza di circa 250 casi positivi ogni 100.000 (inclusa l'intera Isola di Francia) vennero posti sotto sorveglianza dal 25 febbraio.
Al 28 febbraio 2021 più di 3 milioni di residenti in Francia avevano ricevuto la prima dose del vaccino e 1.500.00 avevano ricevuto la seconda. Con 6,6 dosi amministrate ogni 100 abitanti, però, la Francia si trovava molto in ritardo nella campagna vaccinale rispetto al Regno Unito, Israele e gli Stati Uniti e a un livello leggermente inferiore della Germania e dell'Italia.

### Inizio della terza ondata

I focolai di coronavirus in Normandia il 13 marzo 2021.

In seguito a dei casi di trombosi, l'iniezione tramite il vaccino di AstraZeneca venne sospesa in vari paesi europei, inclusa la Francia, dal 15 al 18 marzo, fino a quanto l'agenzia europea del farmaco non ne riautorizzò l'utilizzo. In ogni caso, in Francia questo vaccino non era stato autorizzato per gli ultracinquantacinquenni.
Il 18 marzo 2021, in seguito all'aumento dei contagi nel paese, Jean Castex annunciò un terzo confinamento, in vigore dalla mezzanotte del venerdì successivo per quattro settimane, per sedici dipartimenti francesi. In questi dipartimenti (inclusi tutti i dipartimenti dell'Isola di Francia e dell'Alta Francia) le scuole primarie e secondarie sarebbero rimaste aperte e gli spostamenti sarebbero stati possibili entro un raggio di 10 chilometri dalla propria abitazione, senza limiti di tempo. Le librerie, le parruccherie, i negozi di dischi, le fiorerie e le cioccolaterie rimasero aperte, in quanto l'obiettivo del governo era "confinare senza chiudere".
Il 20 marzo 2021, il primo giorno di confinamento per i sedici dipartimenti interessati, venne revocato l'utilizzo dell'autocertificazione in favore di una semplice prova che dimostrasse di trovarsi entro un raggio di 10 chilometri dalla propria abitazione.
Il 25 marzo Olivier Véran annunciò che le misure di confinamento sarebbero state estese ad altri tre dipartimenti: il Rodano, il Nièvre e l'Aube.
A fine marzo, mentre la situazione sanitaria stava peggiorando con circa 5000 in terapia intensiva, 300 morti al giorno e 40.000 casi ogni 24 ore, il numero di vaccinazioni giornaliere cominciò a salire a tal punto che il 31 marzo, malgrado le difficoltà d'approvvigionamento, 11,3 milioni di persone avevano ricevuto la prima dose e 2,8 milioni avevano ricevuto la seconda.

### Terzo confinamento

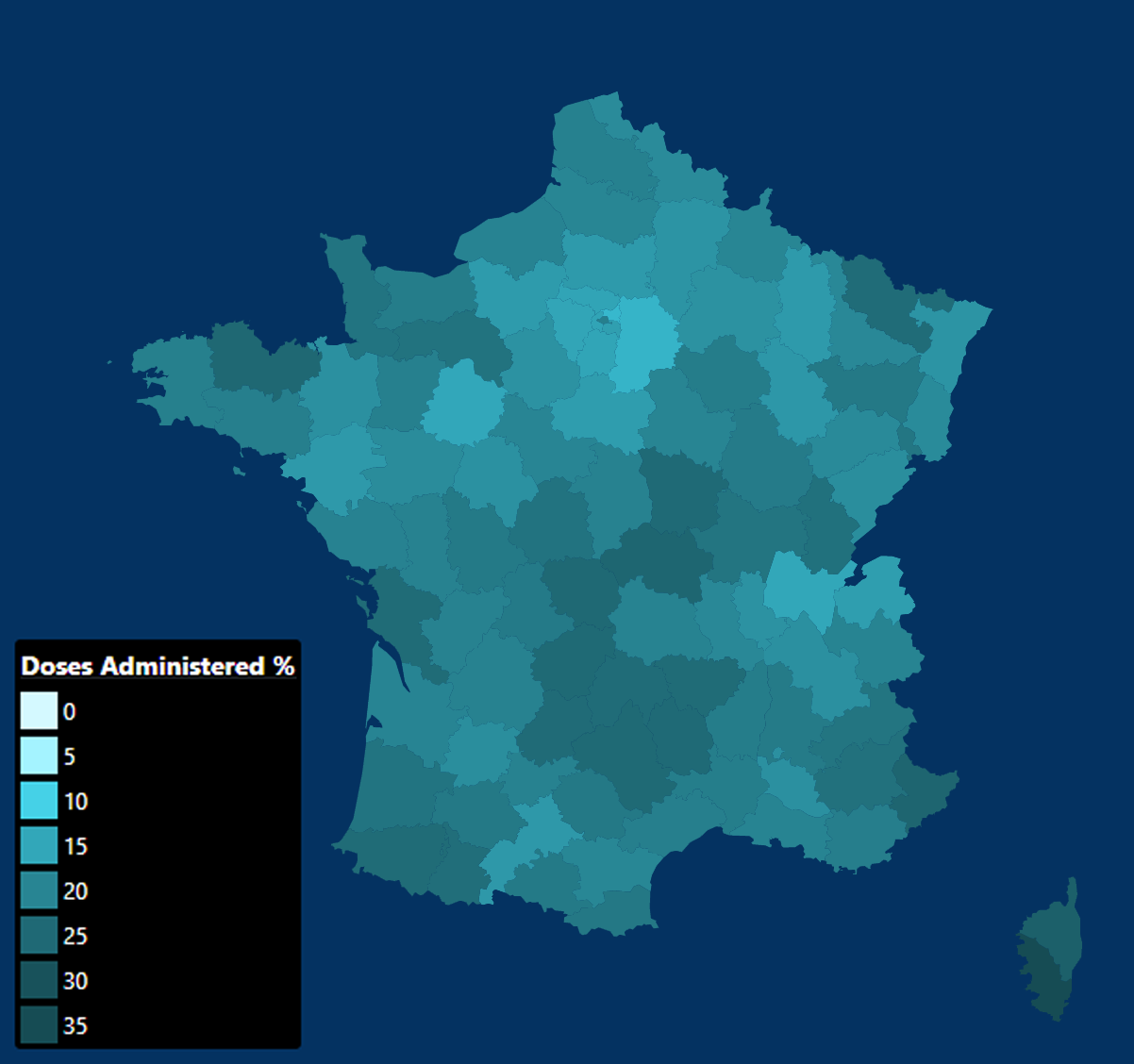
La mappa della vaccinazione in Francia per numero di dosi amministrate al 7 aprile 2021.

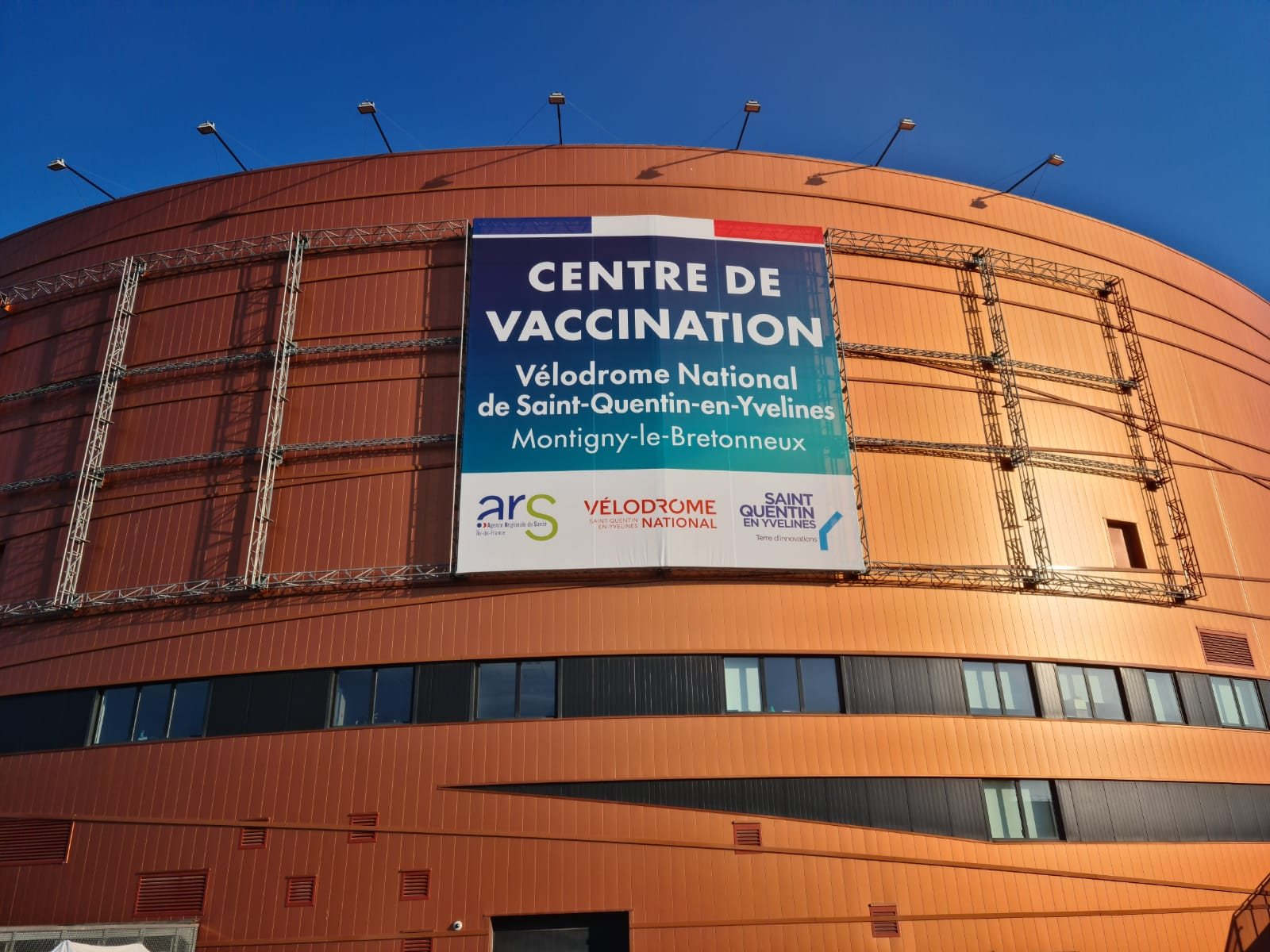
Il velodromo di Saint-Quentin-en-Yvelines trasformato in un centro vaccinale anti-COVID-19, nel mese di aprile.

Il 31 marzo 2021, il presidente Macron annunciò in un discorso in televisione che, a partire dal 3 aprile, la Francia sarebbe ritornata in confinamento per un mese. Macron aggiunse che bisognava agire subito per evitare che la situazione divenisse incontrollabile. Durante la terza chiusura totale del paese vennero chiusi i negozi, tranne quelli che vendevano prodotti di prima necessità, e le scuole vennero chiuse per tre settimane. Inoltre vennero vietati gli spostamenti all’interno della nazione e rimase il coprifuoco dalle 19:00 alle 6:00.
Il 25 aprile le autorità sanitarie annunciarono che 13 834 667 persone avevano ricevuto la prima dose di vaccino.
Il 29 aprile Emmanuel Macron annunciò le date per il deconfinamento:
- il 19 maggio il coprifuoco sarebbe iniziato dalle 21:00; i negozi, i musei, i cinema e gli stabilimenti sportivi al chiuso avrebbero potuto riaprire; gli incontri tra più di dieci persone sarebbero stati vietati;
- il 9 giugno il coprifuoco sarebbe durato dalle 23:00; i caffè ed i ristoranti sarebbero potuti riaprire al chiuso con più di sei clienti all’interno;
- il 30 giugno il coprifuoco sarebbe stato revocato.[81]

A giugno il certificato COVID digitale dell'UE venne reso disponibile nei paesi dell’Unione europea, inclusa la Francia, dove il certificato venne chiamato pass sanitaire o passe sanitaire. Il 2 giugno Emmanuel Macron annunciò che la vaccinazione sarebbe stata consentita agli adolescenti tra i 12 e i 18 anni a partire dal 15 giugno 2021.
Il 30 giugno, in pratica, venne revocata la maggior parte delle restrizioni imposte in precedenza (per esempio, vennero riaperti tutti i ristoranti, i cinema, i teatri). Rimase comunque l'obbligo di indossare la mascherina nei luoghi al chiuso. A causa della circolazione della variante Delta, anche nota come "variante indiana", nelle Landes, il deconfinamento di questo dipartimento subì un ritardo di una settimana.
Tuttavia, l'allentamento delle restrizioni portò inevitabilmente ad una concentrazione di persone nei luoghi di vacanza, e quindi ad un leggero aumento dei contagi, soprattutto nei dipartimenti marittimi (a tal punto che i media di massa francesi parlarono di "quarta ondata").

### Inizio della quarta ondata
Per contrastare le varianti del SARS-CoV-2, il 12 luglio 2021 Emmanuel Macron annunciò una nuova serie di misure applicabili per gli adulti ed anche per gli adolescenti dai 12 anni in su:
- obbligo vaccinale il 15 settembre 2021 per i professionisti e i volontari a contatto con le persone più deboli;
- obbligo del certificato COVID digitale per entrare nei luoghi culturali e dediti al tempo libero a partire dal 21 luglio 2021;
- obbligo del certificato COVID digitale, a partire dal mese di agosto, per entrare nei ristoranti, caffè, treni, aerei e nei grandi centri commerciali.

Inoltre, i tamponi non saranno più gratuiti in Francia a partire da ottobre.
Il 17 luglio 2021 il governo annunciò la presentazione obbligatoria di un tampone con esito negativo inferiore a 24 ore (anziché 72 come prima) per chiunque provenisse da alcuni territori europei a rischio come la Spagna, il Portogallo, il Regno Unito, la Grecia, Cipro e i Paesi Bassi. Nello stesso giorno, a Parigi, ci fu una protesta da parte degli antivaccinisti francesi e di coloro che rifiutavano il certificato COVID digitale dell'UE, noti come anti-pass sanitaire.
A partire dalla seconda metà di luglio, a causa della propagazione della variante Delta nelle nazioni citate prima. vari dipartimenti (soprattutto quelli costieri o turistici) attuarono delle misure per cercare di fermare la propagazione del virus. 24 dipartimenti francesi reintrodussero l'obbligo di indossare la mascherina all'aperto. Nel dipartimento dei Pirenei Orientali i bar e i ristoranti dovevano chiudere entro le 23:00, mentre nell'Alta Corsica tutti i locali aperti al pubblico dovevano chiudere entro mezzanotte.
Il 30 luglio 2021, a causa del riempimento degli ospedali, la Martinica venne rimessa in confinamento per un minimo di tre settimane.
Il 5 agosto il consiglio costituzionale ritenne giusta l'estensione del certificato dell'Unione europea per entrare nei i bar e nei caffè, nonché per il personale degli ospedali e per i pazienti ritenuti non urgenti. Anche la vaccinazione obbligatoria venne ritenuta giusta, poiché non incostituzionale.
Il 24 agosto 2021 l'alto comitato della salute pubblica consigliò l'amministrazione di una terza dose di vaccino per gli ultrasessantacinquenni e le persone affette da comorbilità.

### Cronologia delle restrizioni
| Misure emanate dal governo | Data di attuazione |
| --- | ------------------ |
| 4 - 14 marzo 2020: Primi divieti riguardo ai raduni |                    |
| Divieto di raduni tra più di 5 000 persone nei luoghi chiusi | 5 marzo            |
| Divieto di raduni tra più di 1 000 persone | 10 marzo           |
| Divieto di raduni tra più di 100 persone | 14 marzo           |
| Divieto di fare scalo o ancorare nelle acque interne e territoriali per le navi che trasportano più di 100 passeggeri | 14 marzo           |
| 17 marzo - 10 maggio 2020: Primo confinamento |                    |
| Chiusura della maggior parte degli stabilimenti pubblici. Solo i "servizi essenziali (negozi di alimentari, farmacie, banche, edicole, stazioni di servizio, benzinai…) e tutti i servizi pubblici essenziali" sono autorizzati a rimanere aperti. Viene chiesto ai cittadini di "evitare gli incontri dove possibile, limitare gli incontri con gli amici e la famiglia, utilizzare solo i mezzi pubblici per andare al lavoro se non si può lavorare da casa, ed uscire di casa solo per acquistare i beni alimentari essenziali, fare una breve attività fisica o votare alle elezioni locali." | 15 marzo           |
| Chiusura delle scuole e degli istituti di istruzione superiore | 16 marzo           |
| Divieto di tutti i raduni religiosi eccetto i funerali, con meno di venti partecipanti. | 16 marzo           |
| Divieto di effettuare spostamenti che non riguardino la propria attività professionale, l'acquisto di beni di prima necessità, motivi di salute o familiari o un breve esercizio di attività fisica. La gente fuori casa deve portare con sé un documento d'identità e una dichiarazione firmata e datata per ogni viaggio. | 17 marzo           |
| Divieto di effettuare l'imbalsamazione. Tutti i morti di COVID-19, sia i casi confermati sia quelli sospetti, devono essere immediatamente collocati nelle bare. | 24 marzo           |
| 11 maggio - 1 giugno 2020: Deconfinamento progressivo |                    |
| Ha inizio la fase di deconfinamento. Sono vietati i raduni tra più di 10 persone in uno spazio pubblico in tutta la Francia. Più in generale, in tutte le riunioni, gli incontri, le attività, i viaggi bisogna rispettare le norme del distanziamento sociale. È vietato l'accesso ai parchi pubblici, ai giardini ed alle aree verdi nelle aree urbane della Francia in zona "rossa". Molte attività possono riaprire ma i ristoranti, i caffè ed i bar rimangono chiusi. Non serve più una dichiarazione firmata per viaggiare fuori dal proprio luogo di residenza. Le misure di confinamento rimangono nel dipartimento d'oltremare della Maiotta. | 11 maggio          |
| Sono vietati i viaggi fuori dal proprio dipartimento e gli spostamenti che superano un raggio di 100 chilometri dalla propria abitazione, salvo circostanze specifiche. I cittadini devono ancora portare con sé un documento d'identità e una dichiarazione firmata per qualsiasi viaggio al di fuori di un raggio di 100 chilometri dalla propria abitazione o per viaggiare con i mezzi pubblici nelle ore di punta. Più in generale, in tutte le riunioni, gli incontri, le attività, i viaggi bisogna rispettare le norme del distanziamento sociale. È vietato l'accesso ai parchi pubblici, ai giardini ed alle aree verdi nelle aree urbane della Francia in zona "rossa". Le misure di confinamento rimangono nel dipartimento d'oltremare della Maiotta. | 12 maggio          |
| Riapertura dei parchi nelle zone "rosse". | 30 maggio          |
| 2 - 22 giugno 2020 |                    |
| Riapertura dei ristoranti e dei musei nella maggior parte della Francia, sebbene siano vietati i posti a sedere al coperto nei ristoranti nelle "zone arancioni" dell'Isola di Francia, della Guiana francese e di Maiotta. Non serve più un'autocertificazione per i viaggi superiori ai 100 chilometri. | 2 giugno           |
| Sono consentite le manifestazioni che rispettano le regole del distanziamento. L'Isola di Francia diventa una zona "verde", nella quale i ristoranti ed i bar restano aperti anche fino a tardi, mentre la Guiana francese e Maiotta rimangono in zona "arancione". | 15 giugno          |
| Non serve più un'autocertificazione per i viaggi sui mezzi pubblici nell'ora di punta. | 16-21 giugno       |
| Riapertura dei cinema. | 22 giugno          |
| 11 - 19 luglio 2020 |                    |
| Allentamento della maggior parte delle restrizioni, anche se rimane un divieto di raduni tra più di 5 000 persone, mentre le discoteche rimangono chiuse. Le mascherine rimangono obbligatorie nei mezzi pubblici. Lo stato di emergenza rimane in vigore dei dipartimenti d'oltremare della Guiana francese e di Maiotta. | 11 luglio          |
| 20 luglio - 16 ottobre 2020: Estensione delle regole riguardo all'uso delle mascherine |                    |
| Le mascherine vengono rese obbligatorie in una vasta gamma di luoghi pubblici. | 20 luglio          |
| Le prefetture ora possono espandere l'obbligo di indossare le mascherine. | 29 luglio          |
| Il 4 agosto a Parigi le mascherine diventano obbligatorie per i pedoni in alcune strade della città e l'area interessata viene ampliata più volte nelle settimane successive. | 4 agosto           |
| Parigi e il dipartimento delle Bocche del Rodano diventano delle zone "rosse", nelle quali il virus circola intensamente. | 13 agosto          |
| Altri 19 dipartimenti diventano delle zone "rosse": Alpi Marittime, Essonne, Gard, Gironda, Guadalupa, Alta Garonna, Hauts-de-Seine, Hérault, Loiret, Martinica, Rodano, Sarthe, Senna e Marna, Senna-Saint-Denis, Val-d'Oise, Valle della Marna, Var, Vaucluse and Yvelines. | 27 agosto          |
| L'uso della mascherina all'aperto diventa obbligatorio in tutta Parigi e nei suoi sobborghi interni (Hauts-de-Seine, Senna-Saint-Denis e Valle della Marna) per i pedoni dagli 11 anni in su. | 28 agosto          |
| Le mascherine diventano obbligatorie nei luoghi di lavoro. | 1 settembre        |
| Riapertura delle scuole: le mascherine devono essere indossate dagli insegnanti e dagli alunni dagli 11 anni in su. | 1 settembre        |
| Dal 17 ottobre al 14 dicembre 2020: Coprifuochi ed il secondo confinamento |                    |
| Viene imposto il coprifuoco notturno (dalle 21.00 alle 6.00) a Parigi e nei sobborghi; Marsiglia, Lione, Lilla, Saint-Étienne, Rouen, Tolosa, Grenoble and Montpellier. | 17 ottobre         |
| Il coprifuoco notturno viene esteso a 38 dipartimenti francesi. | 24 ottobre         |
| Inizia il secondo confinamento nazionale, con delle restrizioni simili al primo, eccetto il fatto che gli studenti delle scuole primarie e secondarie possono ancora frequentare la scuola. | 30 ottobre         |
| I servizi non essenziali possono riaprire e le restrizioni legate all'attività fisica sono ridotte a tre ore al giorno in un raggio di 20 chilometri dalla propria abitazione. | 28 novembre        |
| 15 dicembre 2020 - 26 febbraio 2021 |                    |
| Le restrizioni di viaggio vengono revocate e non serve più una dichiarazione per lasciare la propria abitazione se non durante il coprifuoco tra le 18.00 e le 6.00 di ogni giorno. | 15 dicembre        |
| Estensione del coprifuoco a livello nazionale dalle 18.00 alle 6.00 di ogni giorno. | 16 gennaio         |
| Chiusura dei negozi più grandi di una dimensione precisa. | 31 gennaio         |
| Dal 26 febbraio al 2 maggio 2021: Confinamenti regionali e Terzo confinamento nazionale |                    |
| Viene imposto un confinamento nel fine settimana per le regioni della Costa Azzurra e Dunkerque. | 26 febbraio        |
| Vengono imposti dei confinamenti nel fine settimana in 16 dipartimenti, inclusa tutta l'Isola di Francia, l'Alta Francia, l'Alta Normandia e il dipartimento delle Alpi Marittime. Per spostarsi entro un raggio di 10 chilometri dalla propria abitazione in queste aree serve un documento specifico. I viaggi non essenziali sono proibiti. Tutti i negozi che non vendono beni di prima necessità sono chiusi. Viene imposto il coprifuoco dalle 19:00 alle 6:00 di ogni giorno. | 20 marzo           |
| Il confinamento viene esteso all'intera Francia metropolitana. | 3 aprile           |
| Chiusura delle scuole e degli istituti di istruzione superiori. | 5 aprile           |
| Dal 3 maggio 2021 - al 12 luglio 2021: Allentamento progressivo delle restrizioni |                    |
| Sono permessi i viaggi non essenziali oltre il raggio di 10 chilometri. Vengono riaperte le scuole secondarie (quelle primarie erano state riaperte il 25 aprile). | 3 maggio           |
| Possono riaprire i cinema, i teatri, i negozi non di prima necessità, i musei e i luoghi di ristoro con posti a sedere all'aperto. L'inizio del coprifuoco viene spostato alle 21:00. | 19 maggio          |
| I luoghi di ristoro possono riaprire con una capacità del 50%. L'inizio del coprifuoco viene spostato alle 23:00. Per accedere ai luoghi dove si trovano oltre 1 000 persone è richiesto il passe sanitaire. | 9 giugno           |
| Allentamento di alcune restrizioni sull'obbligo di indossare la mascherina all'aperto. | 17 giugno          |
| Fine del coprifuoco notturno. | 20 giugno          |
| Dal 13 luglio 2021: Restrizioni dovute alla variante Delta |                    |
| Reintroduzione dello stato di emergenza nei dipartimenti d'oltremare della Riunione e di Martinica, con il coprifuoco che inizia rispettivamente alle 23:00 e alle 21:00. | 13 luglio          |
| Le persone con più di 12 anni devono avere con sé il passe sanitaire per accedere ai locali dove si trovano più di 50 persone (come i musei, i teatri, i cinema, i centri sportivi...). Tale certificato è valido da una settimana dopo aver ricevuto una vaccinazione completa, entro due giorni se è un certificato di tampone ed entro undici giorni/sei mesi dopo la guarigione dalla COVID-19. | 21 luglio          |

## Statistiche
| Regione                                                                                    | Numero di casi | Numero di morti | Numero di guariti |
| ------------------------------------------------------------------------------------------ | -------------- | --------------- | ----------------- |
| Île-de-France                                                                              | 33198          | 6285            | 15899             |
| Grande Est                                                                                 | 14297          | 3011            | 7274              |
| Alvernia-Rodano-Alpi                                                                       | 8615           | 1419            | 4671              |
| Alta Francia                                                                               | 7319           | 1461            | 3685              |
| Provenza-Alpi-Costa Azzurra                                                                | 5586           | 746             | 3376              |
| Borgogna-Franca Contea                                                                     | 4194           | 884             | 2237              |
| Occitania                                                                                  | 3203           | 436             | 2015              |
| Centro-Valle della Loira                                                                   | 2377           | 421             | 1069              |
| Nuova Aquitania                                                                            | 2377           | 336             | 1284              |
| Paesi della Loira                                                                          | 2137           | 362             | 1121              |
| Normandia                                                                                  | 1945           | 363             | 984               |
| Bretagna                                                                                   | 1385           | 222             | 772               |
| Corsica                                                                                    | 285            | 51              | 172               |
| Sub-totale Francia metropolitana                                                           | 86 918         | 16041           | 44559             |
| Riunione                                                                                   | 410            | 0               | 238               |
| Mayotte                                                                                    | 311            | 4               | 117               |
| Martinica                                                                                  | 163            | 14              | 73                |
| Guadalupa                                                                                  | 148            | 12              | 73                |
| Guyana francese                                                                            | 97             | 1               | 83                |
| Polinesia francese                                                                         | 57             | 0               | 35                |
| Saint-Martin                                                                               | 38             | 2               | 19                |
| Nuova Caledonia                                                                            | 18             | 0               | 17                |
| Saint-Barthélemy                                                                           | 6              | 0               | 6                 |
| Saint-Pierre e Miquelon                                                                    | 1              | 0               | 0                 |
| Wallis e Futuna                                                                            | 0              | 0               | 0                 |
| Sub-totale Francia d'oltremare                                                             | 1 249          | 33              | 661               |
| Totale (Agences régionales de santé/Préfectures)                                           | 124 575        | 22856           | 44903             |
| Totale (Agence nationale de santé publique/Ministère des Affaires sociales et de la Santé) | 124 575        | 22856           | 44903             |

## Guyana francese
La pandemia di COVID-19 in Guyana francese è sopraggiunta nell'aprile 2020. Le misure barriera promosse dalla Francia e dall'OMS sono dispensate in Guyana, con tracciamento dei contatti di tutti i casi confermati e il richiamo dei contatti per rilevare i malati, l'inserimento in "quarantena" dei casi confermati e i loro contatti. Lo screening di massa è stato avviato per alcuni cluster. Il deconfinamento è iniziato l'11 maggio 2020.
Al 20 maggio 2020, la circolazione di SARS-CoV-2 sembrava essere limitata in Guyana, tranne che a Saint-Georges dove la situazione è monitorata dall'Agence regional de santé con il Centre hospitalier Andrée-Rosemon (CHAE).
Sabato 23 e domenica 24 maggio 2020 sono stati rilevati 67 nuovi casi, portando il totale del reparto a 328 per 300 000 abitanti; la vicinanza del Brasile è percepita come un rischio di introduzione dell'epidemia attraverso il confine fluviale con il Brasile.
Rischi speciali sorgono per le popolazioni isolate nella foresta, per le popolazioni in una situazione illegale e per i guaianesi affetti da obesità (che è un fattore di rischio per la COVID-19, con + 50% di necessità di consultazione, + 35% di rischio di ospedalizzazione in caso di COVID-19 e aumento del rischio di mortalità), ma quasi un guianese su cinque è in sovrappeso, contro il 15% in media in Francia, ha avvertito l'ARS a metà maggio 2019.
Il 5 maggio 2023, l'Organizzazione mondiale della sanità dichiara ufficialmente la fine della pandemia.

### Cronologia

#### Marzo
Al 4 marzo, la Guyana francese aveva cinque casi confermati, tutti a Saint-Laurent-du-Maroni.
Dopo i casi, il governo di Rodolphe Alexandre, ha adottato il provvedimento di chiusura dei confini del Paese nel tentativo di contenere la diffusione del virus nel Paese e nei Paesi vicini, Brasile e Suriname.
Il 22 marzo, il numero di casi nel paese ha raggiunto 18.
Il 24 marzo, Marie-Laure Phinera-Horth, sindaco di Caienna, aveva istituito un coprifuoco dalle 20:00 alle 5:00, a differenza del resto della regione.
Il 30 marzo, un membro del personale infermieristico di una casa di cura di Caienna è risultato positivo al virus della COVID-19.

#### Aprile
Il 4 aprile, un assistente di laboratorio presso l'hopital Andrée-Rosemont è risultato positivo.
Il 7 aprile, il paese ha registrato 77 casi e 34 pazienti guariti. I distretti colpiti sono Saint-Laurent, Kourou, Caienna e Maripasoula. Il gruppo Bernard Hayot ha donato 1 300 000 maschere gratuitamente per i lavori sanitari in Martinica, Guadalupa e Guyana..
Il 9 aprile, l'Unione europea ha annunciato una donazione di 8 milioni di euro (8,6 milioni di dollari), che sarà attuata dalla Caribbean Public Health Agency, per combattere il Coronavirus. La Guyana francese è uno dei 24 membri del CARPHA (Caribbean Public Health Agency).
Il 20 aprile è stata annunciata la prima morte. Un uomo di 70 anni è morto all'ospedale di Caienna. Morì tra le undici di notte e l'una del mattino.
Il 21 aprile, Antoine Joly, ambasciatore di Francia in Suriname, ha rivelato in un'intervista che la città di Saint-Laurent-du-Maroni era isolata dal resto della regione e che la maggior parte dei casi erano stati importati. L'"Hôtel Du Fleuve", vicino al villaggio di Sinnamary, è stato requisito per essere utilizzato per la quarantena o per i pazienti con COVID-19.
Al 30 aprile, la Guyana francese è ora elencata in verde, il che significa che il virus è sotto controllo. Le famiglie possono ancora una volta visitare i loro anziani nelle case di cura (EHPAD). Le visite sono solo il giovedì mattina, su appuntamento e con misure rigorose.

#### Maggio
Il 2 maggio, il villaggio indigeno di Organabo, a Iracoubo, si è volontariamente confinato. Il capo della tribù, Ernest Grand Emile, è preoccupato per il fatto che le 200 persone del villaggio sono principalmente anziane e il villaggio è autosufficiente.
Il 7 maggio, Olivier Véran, Ministro della Solidarietà e della Salute, ha annunciato che i lavoratori delle case di cura (EHPAD) riceveranno un bonus da 1 000 a 1 500 euro.
Il 12 maggio il mercato di Caienna è stato chiuso fino a nuovo avviso, ma il mercato di Saint-Laurent riaprirà il 13 maggio.
Il 13 maggio, il numero di casi è aumentato di 11, dieci dei quali sono stati segnalati a Saint-Georges-de-l'Oyapock, che ha 37 casi finora. Dall'altra parte del confine, a Oiapoque in Brasile, la situazione è ancora peggiore: 57 persone sono state contagiate dal virus, tuttavia la città manca di personale medico, test e attrezzature; pertanto, è stato dichiarato lo stato di emergenza.
Il 14 maggio è stato annunciato un piano d'azione per Saint-Georges-de-l'Oyapock: una massiccia operazione di screening inizierà la successiva settimana e gli spostamenti tra i quartieri saranno limitati.
Al 15 maggio, il paese ha registrato 164 casi, 1 decesso e 124 pazienti guariti.
Il 18 maggio, Georges Elfort, sindaco di Saint-Georges-de-l'Oyapock, ha annunciato che l'intera popolazione sarà testata, sintomatica o meno.
Il 29 maggio, i dati ufficiali del paese affermavano che c'erano 436 casi confermati, 161 pazienti guariti e 1 decesso.

## Polinesia francese
La pandemia di COVID-19 in Polinesia francese è iniziata a partire da marzo 2020.
Il presidente del paese, Edouardo Fitch, ha annunciato il 18 maggio 2020 che nel corso della pandemia COVID-19 c'erano state 60 persone infette, quattro delle quali erano morte e che erano stati effettuati 3496 test COVID-19.
Il 5 maggio 2023, l'Organizzazione mondiale della sanità dichiara ufficialmente la fine della pandemia.

### Cronologia
Il primo caso COVID-19 divenne noto l'11 marzo 2020 quando Maina Sage, un membro del parlamento della Polinesia francese, si ammalò. Maina Sage e un membro della Camera dei rappresentanti che si lamentò della mancanza di sostegno materiale e morale per la Francia nel corso della pandemia.
Quando uno svizzero su una nave da crociera si è ammalato di questa infezione poco dopo la prima infezione, il governo ha rilasciato una dichiarazione in cui ha affermato che le navi dirette in Polinesia francese dovranno essere indirizzate a un vicino porto internazionale di loro scelta, le stesse dovranno dirigersi a Papeete per lo sbarco dei passeggeri e il rimpatrio. Prima dell'attracco, lo stato di salute dei passeggeri dovrà essere segnalato alle autorità.
Il 19 marzo sono stati cancellati tutti i voli nazionali e internazionali e i collegamenti marittimi tra le isole. Tutte le manifestazioni pubbliche, private, sportive o per qualsiasi altro motivo sono state vietate. Ci sono due eccezioni a questo principio: le visite alle tombe sono consentite per un massimo di 20 persone e le funzioni domenicali per un massimo di 50 persone.
Dalla mezzanotte del 20 marzo è stato imposto un confinamento alla Polinesia francese. Il 24 marzo il governo ha ordinato il divieto di vendita di alcolici. In caso contrario pena una multa fino a 150 dollari o una pena detentiva fino a un anno.
Il 27 marzo, il confinamento è stato allentato dalle 20:00 alle 5:00 fino al 15 aprile incluso.
I membri del Parlamento della Polinesia francese hanno deciso, oltre a una rinuncia parziale al loro stipendio parlamentare, che questo dovrà essere versato in un fondo di solidarietà e andare come sostegno finanziario a quelle persone che avevano perso il lavoro a causa della pandemia di COVID. Inoltre, il presidente in carica Fitch ha annunciato dopo la seduta che la Cina avrebbe consegnato una spedizione di aiuti con test COVID-19 e quattro milioni di maschere per naso e bocca tramite aereo.
La Polinesia francese si è dichiarata libera da COVID-19 il 19 maggio 2020 e ha revocato le restrizioni ai viaggi tra le isole per i suoi residenti il 21 maggio, ad eccezione di due isole. I viaggiatori non dovranno presentare alcun certificato, ma dovranno mettersi in quarantena per due settimane dopo il loro arrivo.

## Saint-Pierre e Miquelon
Il primo caso della pandemia di COVID-19 a Saint-Pierre e Miquelon è stato confermato il 5 aprile 2020. 
Il 5 maggio 2023, l'Organizzazione mondiale della sanità dichiara ufficialmente la fine della pandemia.

### Cronologia
| Data                              | Data |  | Numero di casi (incremento giornaliero in %) | Numero di morti (incremento giornaliero in %) |
| --------------------------------- | ---- |  | -------------------------------------------- | --------------------------------------------- |
| 05-04-2025                        |      |  |                                              |                                               |
| ⋮                                 |      |  |                                              |                                               |
| 11-05-2020                        |      |  |                                              |                                               |
| ⋮                                 |      |  |                                              |                                               |
| 10-07-2020                        |      |  |                                              |                                               |
| Dati provenienti da diverse fonti |      |  |                                              |                                               |

### Aprile
Il 5 aprile 2020, è stato confermato il primo caso.
Il 25 aprile, il ministro d'oltremare ha annunciato un graduale deconfinamento a Saint Pierre e Miquelon a partire da lunedì 27 aprile. La maggior parte delle aziende riaprirà, tranne i bar e i ristoranti. Le scuole riapriranno probabilmente nella prima settimana di maggio. Il viaggio tra le due isole riprenderà l'11 maggio. Restrizioni sugli sport e sui raduni rimarranno in vigore e ci sarà una revisione del deconfinamento ogni due settimane.

### Maggio
Il 4 maggio 2020, è stato riferito che gli oltre 270 studenti bloccati nella Francia metropolitana e in Canada torneranno a Saint Pierre e Miquelon dal 12 maggio in poi. Saranno messi in quarantena per 14 giorni e testati. Gli studenti in Francia saranno rimpatriati in due gruppi.

### Luglio
Il 10 luglio 2020 nella collettività viene registrato un nuovo caso, portando il totale dei casi riscontrati a due.